# Военная форма Российской Федерации
Военная форма (военная форма одежды, форма) Вооружённых сил Российской Федерации — конкретные предметы форменной одежды и снаряжения военнослужащих Вооружённых сил Российской Федерации (ВС России), а также правила их ношения, в период с начала 90-х годов XX века по настоящее время, установленные высшими правительственными органами для личного состава ВС России.
Традиционно подразделяется на парадную, повседневную и полевую, а каждая из них, кроме того, на летнюю и зимнюю.

## Предварительные замечания

### Регламентирующие документы и общие положения
1. Военная форма одежды — это унифицированный по существенным внешним признакам комплект предметов военной одежды и военной обуви (обмундирование), а также военного снаряжения, предназначенный для ношения военнослужащими.
2. К существенным внешним признакам военной формы одежды относятся в совокупности: конструкция и цвет обмундирования и военного снаряжения; декоративно-различительные элементы установленных цветов — канты, лампасы, околыши фуражек, поля и просветы на погонах; фурнитура установленных образцов; погоны (погончики) установленных видов.

Утверждение описания предметов военной формы одежды положено Министерству обороны Российской Федерации, по согласованию с ним другим федеральным органам исполнительной власти и федеральным государственным органам, в которых предусмотрена военная служба. При этом порядок изготовления предметов военной формы одежды определяется Министерством обороны Российской Федерации, порядок изготовления знаков различия военнослужащих и ведомственных знаков отличия, а также правила ношения военной формы одежды, знаков различия военнослужащих, ведомственных знаков отличия и иных геральдических знаков определяются соответствующим федеральным органом исполнительной власти или федеральным государственным органом, в котором предусмотрена военная служба.
Указ Президента Российской Федерации «О военной форме одежды, знаках различия военнослужащих и ведомственных знаках отличия» (и следующий за ним Приказ Министра обороны) утверждает:
- военную форму одежды военнослужащих Вооружённых сил Российской Федерации, других войск, воинских формирований и органов;
- особую церемониальную парадную военную форму одежды военнослужащих почётного караула Вооружённых сил Российской Федерации;
- знаки различия по воинским званиям военнослужащих Вооружённых сил Российской Федерации, других войск, воинских формирований и органов.

Также указывается:
```
…форма одежды и знаки различия лиц, не являющихся военнослужащими, не могут быть аналогичными военной форме одежды и знакам различия военнослужащих.
Форма одежды и знаки различия
воспитанников воинских частей;
обучающихся в общеобразовательных организациях со специальными наименованиями «президентское кадетское училище», «суворовское военное училище», «нахимовское военно-морское училище», «кадетский (морской кадетский) военный корпус», «кадетская школа», «кадетский (морской кадетский) корпус», «казачий кадетский корпус» и «военно-музыкальное училище»;
гражданского персонала государственных морских инспекций по контролю в сфере охраны морских биологических ресурсов пограничных органов федеральной службы безопасности;
гражданского персонала штатных ансамблей песни и пляски, штатных военных оркестров федеральных органов исполнительной власти, в которых предусмотрена военная служба;
отдельных категорий курсантов Военно-морского флота и
гражданского персонала Вооружённых сил Российской Федерации
могут иметь сходство с отдельными существенными внешними признаками военной формы одежды
.
```

Военную форму одежды, знаки различия по воинским званиям, ведомственные знаки отличия и иные геральдические знаки носят строго в соответствии с Правилами ношения военной формы одежды военнослужащими Вооружённых сил Российской Федерации, которые утверждаются приказом Министра обороны Российской Федерации и в порядке, определяемом воинскими уставами и федеральным законом «О воинской обязанности и военной службе». Эти Правила распространяются на военнослужащих, проходящих военную службу в ВС России, воспитанников суворовских военных, военно-музыкальных и нахимовских военно-морских училищ, кадетских и кадетских морских корпусов, а также граждан, уволенных с действительной военной службы в запас или в отставку с правом ношения военной формы одежды.
Нарушение предполагает ответственность вплоть до уголовной.

### Исторические ретроспективы
В современной российской военной форме существует определённая преемственность с военной формой ВС Российской империи и Советского Союза.
В частности, с некоторыми оговорками, сохраняется традиционное разделение базового цвета формы по видам ВС для военно-морского флота, сухопутных войск и авиации, соответственно, чёрного / зелёного / синего цвета, аналогично форме, которую носили в различные периоды военнослужащие Российской империи и Советского Союза, хотя, строго говоря, подобное разделение справедливо, прежде всего, для цвета парадных мундиров (да и то не всегда).
Также в ВС РФ существует ряд форменных принадлежностей, которые использовались в СССР и Российской империи.
Например, общий вид поясов и аксельбантов парадных расчётов и подразделений почётного караула в особо торжественных случаях, таких как парады на Красной площади и в других городах по случаю государственных и военных праздников, встреча руководителей государств и правительственных делегаций, торжественные церемонии и отдание воинских почестей.
Сохраняют, в целом, историческую преемственность и такие знаки различия, как общий вид геральдического знака ВС РФ, погоны и петличные знаки принадлежности к тому или иному роду войск (службе). В частности, сохраняется общий вид, цвет, форма и рисунок погон (в том числе, плетение офицерских и генеральских), а также знаки и обозначения на них (лычки, просветы, звёздочки). Со времён Российской империи остались практически без изменений эмблемы принадлежности к тому или иному роду войск/службе (петличные и для размещения на погонах) артиллерии, авиации, войск и служб связи, военно-медицинской службы, а также, со времён СССР, танковых войск (изменился лишь тип танка на эмблеме).

### Замечание о цветовой гамме и оттенках
Синий цвет
В военно-морском флоте существует большое разнообразие комплектов формы одежды, имеющих другие, но также традиционные для российского флота, цвета, в частности, тёмно-синий (например, фланелевка, костюм флотский (рабочее платье)) и белый цвет (например, летняя парадная и парадно-выходная форма одежды офицеров для ношения при высоких значениях температуры воздуха, а также форменка).
Преемственность синего цвета справедлива для парадного мундира офицеров ВВС, ВДВ и ВКС РФ и СССР. Синий цвет повседневной формы одежды офицеров данных видов и родов войск не всегда был таким — в СССР повседневная форма офицеров долгое время была цвета хаки как парадная и повседневная форма солдат; целиком синей была только форма комсостава ВВС в период 20−30-х гг. (с перерывами).
Цвет морской волны парадного мундира офицеров СВ ВС РФ, восстановленного с 2010 года (также действовавшего до 1994 года), имеющего преемственность с цветом парадного мундира офицеров СВ ВС СССР, а также с цветом мундира офицеров пехотных и артиллерийских частей Российской империи XIX — начала XX в.
Зелёный цвет
Так называемый «зелёный» цвет формы сухопутных войск на самом деле может подразумевать:
- Оливковый цвет парадной и повседневной формы одежды солдат и офицеров СВ ВС РФ в период с 1994 по 2010 год, который, хотя и близок по цветовой гамме, но всё же отличается от цвета хаки (который, строго говоря, сложно назвать зелёным) повседневной и полевой (а также, парадной — для солдат) формы солдат и офицеров СВ ВС СССР и полевой формы солдат и офицеров СВ Российской империи (после 1907 года). С 2010 года оливковый цвет формы парадной и повседневной формы одежды солдат и повседневной формы офицеров СВ ВС РФ приобрёл ещё более яркий зелёный оттенок, так что цветовые различия стали ещё сильнее;

- Защитный цвет.

Камуфляж
В разное время ВС Союза ССР, а потом и РФ использовали следующие виды камуфлирующего рисунка (неполный список):
- «Дубок» (камуфляж);
- «Барвиха»;
- «Флора»;
- «Берёзка»;
- разработанном в 15 ЦНИИИ Минобороны России маскировочным рисунком «Тёмный» (также известным под названиями «пиксель», «русская цифра», в официальных документах иногда проходит под нейтральным названием «ЕМР» — единый маскировочный рисунок).

Как правило, широкому кругу лиц требования задания на разработку того или иного рисунка не доступны и вся существующая информация, почерпнутая из открытых источников, служит лишь для условного определения того или иного свойства.

## 1992—1996
Вооружённые силы Российской Федерации были созданы Указом Президента Российской Федерации Б. Н. Ельцина № 466 в мае 1992 г. До этого 21 декабря 1991 г. страны-участницы Договора об СНГ договорились сохранить единое командование Вооружёнными силами до их реформирования. Главнокомандующим объединёнными Вооружёнными силами (с 14 февраля 1992 г. — ВС СНГ) стал бывший Министр обороны СССР маршал авиации Е. И. Шапошников. В марте 1992 г. были образованы Объединённые Вооружённые силы Содружества Независимых Государств (ОВС СНГ) и Главное командование ОВС СНГ, в состав которых вошли бывшие Вооружённые силы СССР (прежде всего, части Советской армии и Военно-морского флота).
11 февраля 1992 г. в приказе главнокомандующего Вооружёнными силами СНГ № 50 «О временных изменениях военной формы одежды на период 1992—1995 гг.» было дано описание «временных изменений» униформы, а по сути — новой формы одежды на переходный период:
- для маршалов и генералов устанавливалась парадная фуражка по образцу повседневной, парадный и парадно-выходной мундир (по образцу повседневного кителя, но с парадными погонами), парадно-выходные брюки навыпуск, без лампасов, но с кантами по роду войск; генералам и маршалам было разрешено ношение пилоток офицерского образца при летней повседневной форме для строя;
- для маршалов, генералов и полковников отменялись папахи (их заменили каракулевые шапки-ушанки серого цвета; для полковников — из меха цигейки):
- отменялись канты на обшлагах парадно-выходных мундиров офицеров, прапорщиков, военнослужащих сверхсрочной службы и военнослужащих-женщин, а также нарукавные знаки по роду войск для трёх последних указанных категорий;
- вводилась кокарда с эмблемой на тулью фуражек офицеров, прапорщиков и военнослужащих сверхсрочной службы, одинаковая для повседневной и парадно-выходной формы одежды;
- береты для военнослужащих-женщин и фуражки для парадно-выходной формы одежды военнослужащих срочной службы заменялись пилотками офицерского образца;
- шерстяная куртка маршалов, генералов, офицеров, прапорщиков и военнослужащих сверхсрочной служб сменила застёжку на пуговицы застёжкой-«молнией», вшивные нагрудные карманы на накладные (также появились вшивные боковые карманы на застёжках-«молниях»);
- для маршалов, генералов и офицеров и генералов, прапорщиков и военнослужащих сверхсрочной службы исключались парадные пояса а также плечевой ремень кожаного снаряжения;
- для военнослужащих срочной службы и курсантов устанавливался китель шерстяной унифицированного образца с вшивными погонами из того же материала взамен парадно-выходого мундира и закрытого повседневного кителя;
- отменялись литеры «СА» («Советская армия») на погонах военнослужащих срочной службы, при этом устанавливалось ношение металлических литер «К» на вшивных погонах полевых курток и повседневных кителей курсантов;
- отменялось ношение петлиц на воротниках кителей шерстяных и хлопчатобумажных военнослужащих срочной службы и курсантов, при этом эмблемы золотистого (на кителях хлопчатобумажных — защитного) цвета крепились в углах воротников.

Тем же документом были внесены следующие изменения в форму генералов, по сравнению с формой Советской армии образца 1988 г.:
- шитьё на парадных фуражках и мундирах генералов стало аналогичным повседневному и исчезло с обшлагов (вместе с сутажным кантом на воротнике и обшлагах),
- к серому парадно-выходному кителю были установлены брюки навыпуск, с кантами, но без лампасов, в тон кителю, а также фуражка с серой тульёй и цветным околышем.

Таким образом, в первый год после распада СССР в Вооружённых силах Российской Федерации продолжали носить военную форму бывшей Советской армии, в общих своих чертах повторяющую форму образца 1988 года.
К октябрю 1992 г. были готовы первые предложения Службы тыла по форме одежды ВС РФ, взявшие за основу экспериментальные разработки второй половины 80-х гг. В мае 1993 г. Министр обороны РФ генерал армии П. С. Грачёв в специальной директиве определил необходимость перехода на новую форму к 1995 г. При этом, переход планировался постепенный, разрешалось донашивать вещи из старых комплектов и старого образца, руководствуясь всё теми же Правилами ношения военной формы одежды 1988 г.
В октябре 1992 г. проект новой военной формы рассматривался членами военной коллегии Министерства обороны РФ и Президентом Российской Федерации — Главнокомандующим Вооружёнными силами РФ и получил их одобрение (Решение Президента Российской Федерации от 24 октября 1992 г. № Пр-1873). После проведения опытной носки новой формы военнослужащими в Нижегородском высшем военном училище тыла, Рязанском высшем военном десантном командном училище, в войсках Московского, Ленинградского и других военных округов в 1992—1994 годах в проект новой формы были внесены некоторые изменения и дополнения. Так для военнослужащих срочной службы для ношения при парадной форме одежды ввели фуражку и китель образца, установленного для офицеров и прапорщиков, а ношение хлопчатобумажного обмундирования распространили и на зимнюю повседневную форму одежды.
Неопределённым оставался вопрос о военной геральдике Вооружённых сил. Сам Министр надел новую форму уже летом-осенью 1993 г. — с советской генеральской кокардой на фуражке. Точно так же было предписано носить форму всем военнослужащим — до решения вопроса о военной и государственной символике.
Наконец, в мае 1994 г. новая форма одежды была введена Указом Президента РФ (от 23.05.94, № 1010). Приказом министра обороны Российской Федерации от 28 мая 1994 г. № 255 [11] были введены в действие «Правила ношения военнослужащими Вооружённых Сил Российской Федерации утверждённых Указом Президента Российской Федерации военной формы одежды и знаков различия по воинским званиям». Однако подробное описание некоторых предметов обмундирования и правил их ношения состоялось гораздо позже — почти через четыре года (Пр. МО № 210, 28.03.1997; Пр. МО № 15, 14.01.98).

#### Знак Вооружённых сил Российской Федерации

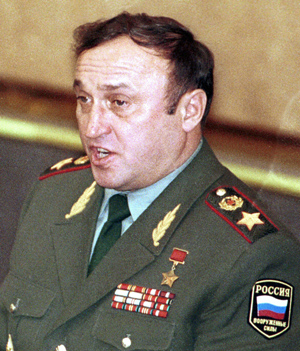
Министр обороны Российской Федерации П. С. Грачёв в форме образца 1994 г. (до мая 1995 г.) На рукаве хорошо виден знак принадлежности к ВС РФ

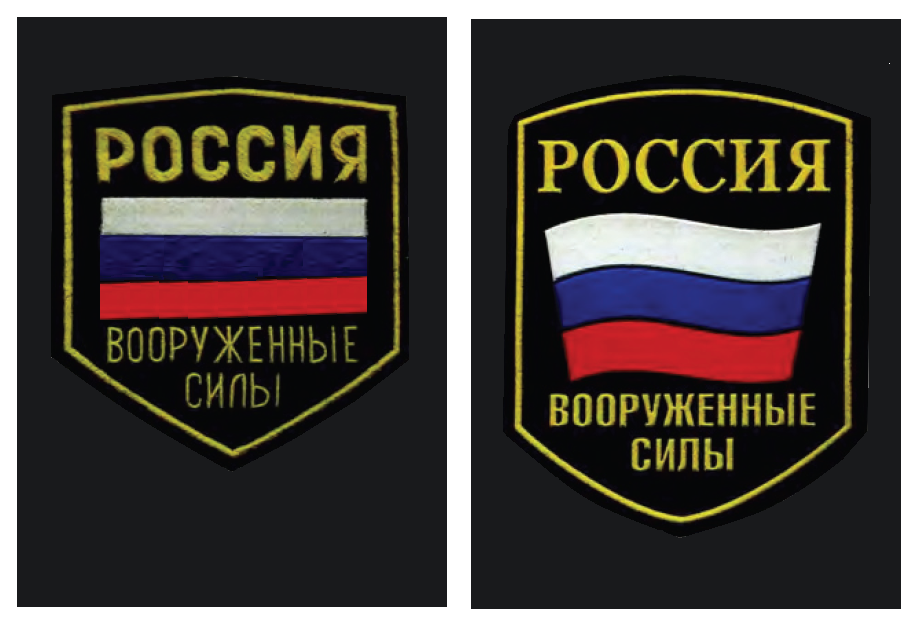
Знаки принадлежности к Вооружённым силам Российской Федерации (1992—2004). Слева — ранний вариант

Самым первым элементом новой формы Вооружённых сил Российской Федерации стала нашивка (знак) «РОССИЯ. Вооружённые Силы», установленная летом 1992 года для ношения всеми военнослужащими Вооружённых сил Российской Федерации на левом рукаве на всех видах униформы. Нашивка представляла собой чёрный щит с золотой внутренней каймой, российский триколор и соответствующие золотистые надписи вверху и внизу триколора.
С небольшими изменениями нарукавный знак Вооружённых сил Российской Федерации был утверждён Министром обороны Российской Федерации в 1994 г., хотя официально его описание было дано лишь в Приказе Министра обороны Российской Федерации 1998 (№ 15). В дальнейшем нашивка подвергалась незначительным изменениям как в технологии изготовления, так и в рисунке (в частности, прямоугольное полотнище флага было изменено на волнистое). К слову, аналогичная нашивка с изображением Государственного герба СССР и надписью по кругу «Вооружённые силы СССР» была разработана для Советской армии ещё в конце 1980-х, однако так и осталась на стадии проекта.
Этот знак различия должен был, в первую, очередь, официально выделить российского военнослужащего (как комбатанта) из общей массы бывших советских военных на всем постсоветском пространстве, донашивающих старую советскую военную форму (в том числе, из целого ряда разных, не всегда официальных, вооружённых формирований в бывших республиках СССР, не имеющих отношения к Вооружённым силам РФ). Требовалось отличить его и от множества внутрироссийских вооружённых структур, появившихся в то время также в больших количествах (МБ РФ, позднее ФСК России и ФСБ России, ФАПСИ, СВР, ФПС, а также подразделений Внутренних войск МВД России), также носивших форму ВС СССР и имеющих в перспективе право на ношение новой военной формы.
Предполагалось, что рядовой и сержантский состав ВС будет носить знак из пластизоля, а офицеры и прапорщики — тканый, однако первый вариант оказался поначалу более удобным, экономичным и практичным для всех.
Впоследствии к изготовлению знаков допускались не только государственные предприятия, но и различные частные фирмы — отсюда такое многообразие нашивок, различающихся технологией изготовления (от ПВХ и краски до шёлкографии и вышивки), цветовыми оттенками, шрифтами, а также дополнительными элементами (например, эмблема Вооружённых сил поверх триколора) и непредусмотренными приказами надписями (например, «Военно-морской флот» или «ВВС» («ВДВ») вместо «Вооружённые силы»).
Некоторые старшие офицеры и генералы могли позволить себе изготовление знака по индивидуальному заказу, в том числе к парадной и парадно-выходной форме.

#### Летняя форма
Принятая форма значительно отличалась от советской в сторону упрощения. По номенклатуре в новой форме было в 1,5 раза меньше предметов, чем в форме одежды ВС СССР. Прежде всего, в Сухопутных войсках и ВВС была отменена офицерская парадная форма цвета морской волны и синего цвета, а также генеральская серо-стального цвета. Были отменены цветные погоны (для солдат и сержантов), цветные околыши фуражек и петлицы на кителях и шинелях. В зависимости от конкретного предмета одежды эмблемы родов войск размещались в углах воротника или на погонах.
Для повседневной и парадной формы одежды Сухопутных войск и ВДВ был установлен единый базовый оливковый цвет; для ВВС — синий. Первые получили красный прибор (кроме ВДВ, ПВО и авиации сухопутных войск — здесь прибор был голубой), вторые — голубой.
Повседневная фуражка базового цвета с кантами (по прибору) не отличалась от парадной и, в целом, повторяла общий рисунок фуражки офицеров Советской армии. На околыше крепилась лента базового цвета (у генералов — с вышитым орнаментом из лавровых листьев, чуть изменённым в 1994 году в пропорциях и рисунке по сравнению с советским образцом) с рисунком, напоминающий рисунок галуна на погонах сверхсрочников; все генералы, офицеры, прапорщики и сержанты-контрактники получили филигранный ремешок, солдаты-срочники — лакированный.
Для всех военнослужащих (включая женщин) в качестве основного головного убора была введена пилотка базового цвета, с кантом приборного цвета и несколько изменённым кроем (по сравнению с советским образцом) — прямоугольная, с высокой центральной частью, справа по верхнему борту размещались отверстия-вентиляторы. На пилотке помимо кокарды изначально слева крепился триколор (пришивной тканый (ранних образцов 1992 года) или металлический, на зажимах (1993 год и позже)).
Военнослужащим ВДВ был оставлен голубой берет — с новой кокардой и установленными эмблемами, как на пилотках.
Вместо парадно-выходного мундира и повседневного кителя для всех военнослужащих был введён унифицированный однобортный китель-френч без окантовок с накладными карманами и пуговицами на клапанах, с пришивными погонами. От повседневного кителя офицеров и генералов парадный отличался только золотым металлом погон. Парадные погоны на кителях сверхсрочников и срочников не отличались от повседневных. На концах воротника генералов вышивались золотисто-жёлтые лавровые листья несколько иного рисунка, нежели в образцах 1988 г. У офицеров, прапорщиков и срочников крепились золотистые знаки различия по родам войск. У сверхсрочников и рядовых эти знаки были часто упрощённой конструкции, в первое время — советского образца, сохранившиеся в изобилии на складах военторга. В 1994—1995 гг. были введены новые знаки — чуть крупнее старых, советских, частично модифицированные (например, в танковых войсках). Изображения на эмблемах родов войск помещались в венки из лавровых ветвей (последнее обстоятельство вызывало нарекания многих офицеров, считавших, что знаки плохо читаются в таких «погребальных» венках).
К кителю полагались брюки навыпуск (у офицеров и сверхсрочников, то есть, у всех военнослужащих-контрактников, сохранился цветной кант, а у генералов — лампасы приборного цвета) с чёрными ботинками. К форме для строя полагался ремень чёрной кожи с золотистой двузубой рамочной пряжкой. Вне строя ремень не носился. Сапоги для повседневной формы были повсеместно отменены и сохранены в виде исключения только в ротах почётного караула. Юфтевые и кирзовые сапоги (с широкими голенищами, стягивающимися вокруг икр ремешками) были оставлены для рабочей и полевой формы.
Под кителем носилась рубашка с галстуком базовой (в ВВС — чёрной) расцветки, с нагрудными карманами с пуговицами на клапанах, при парадной форме рубашка — белая. Рубашка могла носиться без кителя, с пристяжными галунными погонами базового цвета, с просветами и знаками по роду войск. Рубашка с галстуком носилась и с шерстяной курткой на молнии. Для жаркого времени была разрешена рубашка с пристежными погонами, без галстука, с коротким рукавом.

#### Зимняя форма

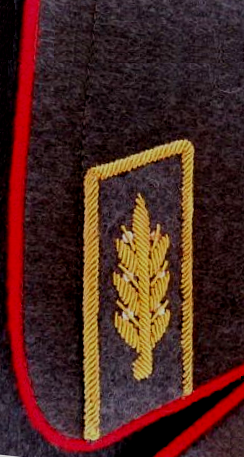
Петлица на пальто и плащ генералов (в ВВС до 2002 г. цвет тёмно-синий с голубым прибором)

Шинели заменили на «полупальто зимние» базового цвета единого покроя — как у генералов (с приборного цвета кантами по воротнику, обшлагам, бортам, хлястику и карманам) и офицеров (без окантовок), так и у рядовых: двубортное, на пяти пуговицах для ношения с открытыми лацканами, с возможностью пристёжки в холодное время мехового воротника (для офицеров). Различия между парадным и повседневным пальто не было ни по крою, ни по элементам гарнитуры. Погоны к верхней одежде также были едины (кроме полевой формы). К зимней парадной форме полагалось белое кашне, перчатки к зимней форме для всех военнослужащих — чёрного цвета.
В качестве зимнего головного убора всем военнослужащим была установлена меховая шапка-ушанка (для полковников и генералов — по особому заказу, из серого каракуля). Офицер мог заказать шапку за свой счёт из улучшенного меха (каракуля) для ношения вне службы.
Было установлено и укороченное до линии бёдер плащ-пальто демисезонное (базового цвета без окантовок); в холодное время офицерам и генералам также разрешалось пристёгивать к воротнику этого пальто меховой, в том числе, каракулевый, воротник — как и к зимнему пальто.
Изначально на воротниках пальто генералов не планировалось размещать какие-либо элементы или гарнитуру, однако уже на экспериментальных образцах П. Грачёв сделал поправку, украшавшую воротник генеральского пальто гарнитурой в виде жестяных штампованых листьев с креплением на металлических усиках. В окончательном же варианте вернулись к петлицам базового сукна с золотым кантом и шитьём в виде лавровых листьев, аналогично рисунку шинельных петлиц советских генералов.
Плащ демисезонный в целом повторял конструкцию плаща образца 1988 с изменением базовых цветов и знаков различия.
Существенно изменилась форма военнослужащих-женщин — новым стали крой кителя (на двух пуговицах, без нагрудных карманов), пальто (со скрытой застёжкой с меховым воротником), галстука; к кителю полагалось платье (базового цвета), к куртке шерстяной — прямые брюки.

#### Полевая форма

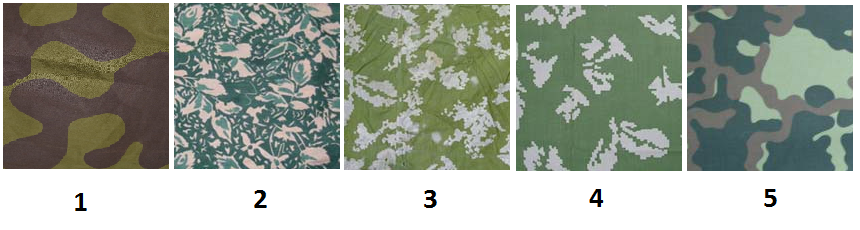
Образцы камуфляжа Советской армии 50-80-е гг.

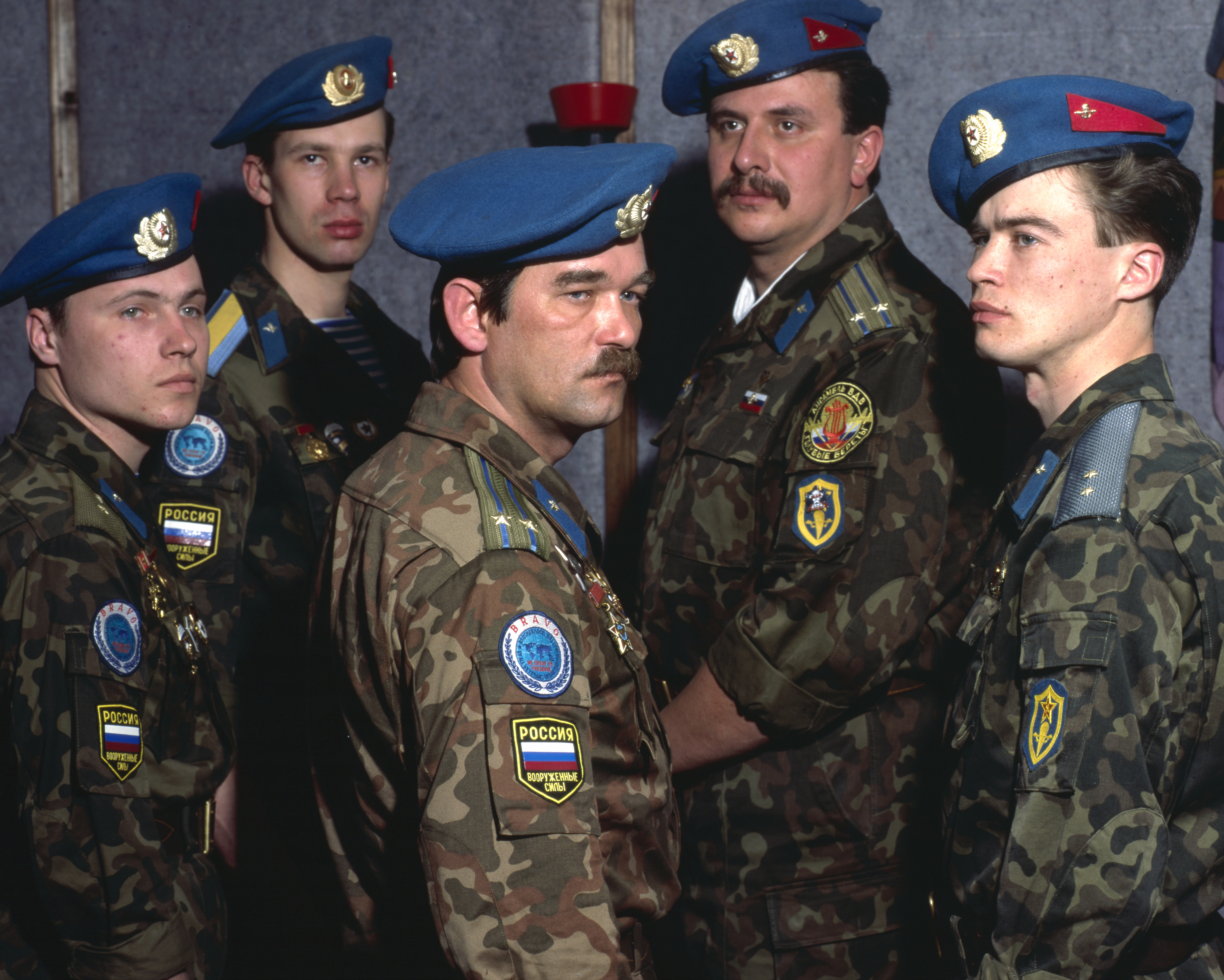
Форма, камуфляж расцветки «дубок»

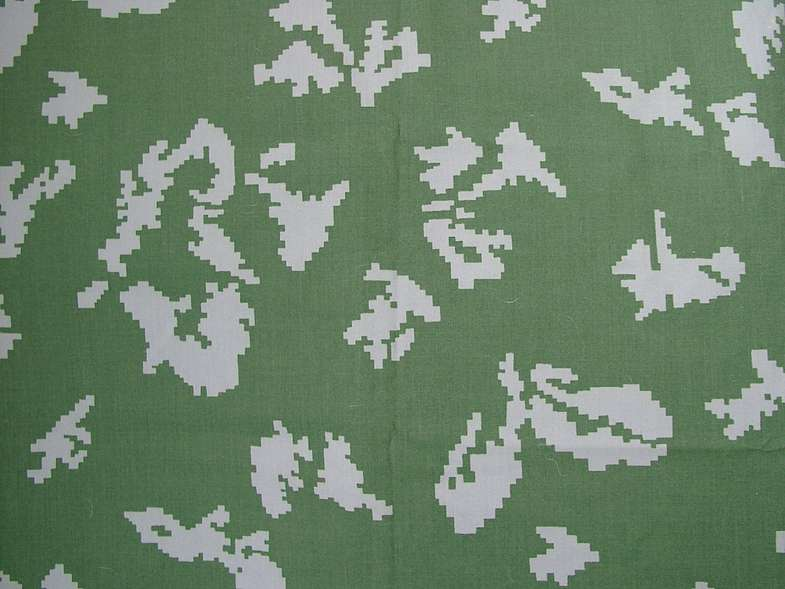
Расцветка КЗМ-П («берёзка»), сходный рисунок, но с жёлто-зелёным узором вместо белого, имел специальный костюм КЗС

На первый взгляд, практически без изменений осталась полевая форма — камуфлированной расцветки, покроя 1984—1988, за исключением установления ботинок на высокой шнуровке («берцев»), новых знаков различия и новой символики. Ботинки часто заменялись юфтевыми и кирзовыми сапогами (как показала практика — в ряде случаев даже более удобными, чем ботинки, в том числе и в боевой обстановке). На летних и зимних куртках нашивались установленные нарукавные нашивки (никакой цветовой разницы между нашивками на полевой, повседневной и парадной формах не было), на воротниках размещались эмблемы родов войск — такие же, как и на повседневной форме, но серо-стального («приглушённого») цвета. С 1994 г. на грудь куртки или бушлата военнослужащего (выше нагрудных карманов) стали помещаться нашивки с указанием рода войск и эмблемы рода войск, а также группы крови системы AB0 и резус-фактора (R(+)(-)) военнослужащего (жёлтый штампованный рисунок ПВХ на чёрном фоне).

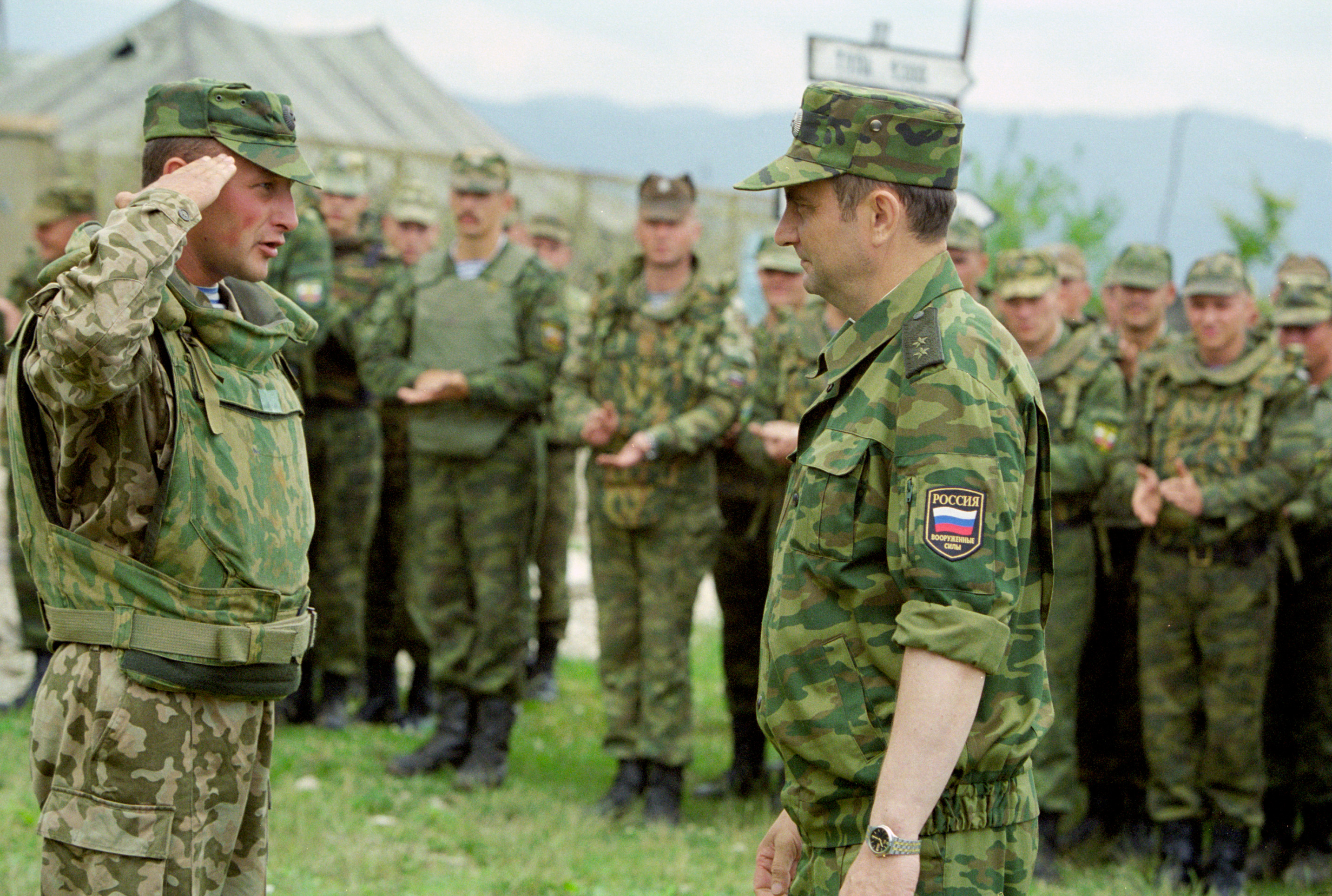
2004 г. Смешение расцветок камуфляжа. Слева у докладывающего военнослужащего китель и брюки — застиранный «дубок», фуражка у него, китель и брюки у генерала и у остальных — «флора», бронежилеты — «вертикалка», фуражка у генерала Колмакова А. П. 4-цветная схожая с «натовкой» (скорее, купленная в магазине), фуражки у остальных военнослужащих разнообразные — «дубок», «вертикалка», «флора»

В приказах не указывалось, какой именно по рисунку камуфляж должен использоваться, однако кино- фотодокументы, в том числе первой чеченской кампании («Мероприятий по наведению конституционного порядка в Чеченской Республике») показывают, что в первой половине 90-х широко использовался камуфляж типа «дубок» («бутан») взамен отошедшего от широкой практики «берёзки», оставшегося, впрочем, в ряде подразделений специального назначения, а также в Пограничных войсках. В 1993 году появился камуфляжный рисунок новой расцветки (ВСР-93, т. н. «вертикалка»), а в 1998 — ВСР-98 («флора», другой вариант — «арбуз»).
Для многих предметов полевой униформы был изменён покрой, расположение карманов и ремня, застёжек и т. д. В производстве зимней формы планировалось активно использовать полимеры, позволяющие снизить изнашиваемость и загрязняемость одежды, повысить её светоустойчивость и маскирующие свойства. Правда, в условиях экономических трудностей большинство этих новшеств так и осталось на бумаге.

#### Специальная форма
(см. отдельную статью)
Под специальным вещевым имуществом понимается инвентарное имущество, предназначенное для защиты военнослужащих от неблагоприятных воздействий окружающей среды и обеспечения выполнения ими должностных и специальных обязанностей, кроме иного имущества, относящегося к вещевому имуществу.
Инвентарное вещевое имущество не является предметами личного пользования, и, как правило, выдаётся военнослужащему во временное пользование, на определённый соответствующими приказами срок носки (эксплуатации), за исключением отдельных предметов, предусмотренных нормами снабжения. Замена элементов и изделий специального военного имущества на новое производится только при условии сдачи на склад выношенного по срокам имущества. Отдельные предметы бывшего в употреблении специального обмундирования при увольнении военнослужащего по контракту с действительной военной службы могут передаваться в личное пользование, при условии выплаты в довольствующий орган его денежной остаточной стоимости.
Специальное вещевое имущество перешло в ВС РФ из ВС СССР без изменений, затем оно в последующие десятилетия несколько раз подвергалось некоторым изменениям, при этом нормы обеспечения и сроки носки менялись незначительно.
Наиболее широко известны комплекты специальной одежды для экипажей бронетанковой техники, технического и лётного состава авиации.

#### Элементы геральдики и знаки различия

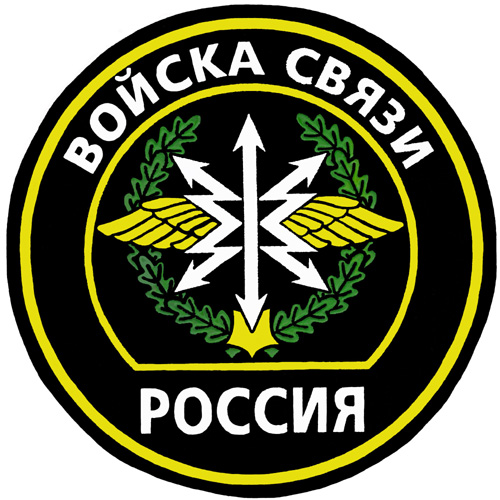
Нарукавная эмблема войск связи (1994—1998)

На правых рукавах на всех видах военной формы в 1994 г. появились нашивки, обозначающие принадлежность к тому или иному роду войск, дублировавшие латунные знаки на воротнике. Нашивки представляли собой окружности чёрного цвета с жёлтыми контурами-кантами и белыми надписями, эмблемами жёлтого цвета в венках зелёного цвета (все рисунки и надписи — из цветного ПВХ). Правилами ношения военной формы одежды военнослужащими Вооружённых cил Российской Федерации, введёнными Приказом МО РФ 1994 г. № 255, эти нарукавные знаки предусмотрены не были и являлись чистой коммерцией. Ношение нашивок на правом рукаве устанавливалось командиром части. В рекомендациях оговаривалось, что на правый рукав военнослужащий может нашивать эмблему округа, вида войск, конкретной части или соединения (если таковая имеется) — по распоряжению его непосредственного начальника. Запрещалось нашивать на рукав более одной эмблемы.
Это фактически узаконивало чрезвычайно распространённую практику первой половины 90-х гг., когда различные части и подразделения, в том числе и так называемые «элитные» (пилотажные группы истребителей, дальняя авиация, части ВДВ, спецназ, 201 мсд, базировавшаяся на территории Таджикистана, даже некоторые военные комиссариаты и т. д.), в инициативном порядке при гласной или негласной поддержке вышестоящего командования разрабатывали, изготавливали и носили свои собственные эмблемы. Вопрос о централизованном утверждении таких эмблем или приведения их к единому образцу в этот период не ставился — дело было отдано на откуп и ответственность начальству на местах, так как считалось, что подобное украшательство может поднять относительно низкий на тот момент престиж военной службы и авторитет армии среди населения, особенно молодёжи.
В случае же отсутствия такого рода эмблемы военнослужащий мог всегда украсить пустой рукав стандартной, официально утверждённой эмблемой рода войск.
Были сохранены нашивки по годам обучения курсантов военных учебных заведений — теперь указанные нашивки приобрели вид золотистых (жёлтых) шевронов (уголков) из ПВХ на тканевой основе базового цвета (или — на пару тонов темнее). Размещались они на правом рукаве под общеармейским знаком принадлежности к ВС РФ.
Погоны на всех видах одежды военнослужащих изменили форму на шестиугольную (без окантовки) с малой пуговицей в верхней части и стали меньшего размера (не доходя до воротника кителя или пальто, и у́же по ширине). Парадные погоны офицеров и генералов остались золотыми с окантовкой и просветами по приборному цвету. Парадные погоны сверхсрочников не отличались от повседневных и имели кант приборного цвета по сторонам погон. Сержантам и старшинам в виде знаков различия устанавливались (вместо лычек) металлические уголки (см. Воинские звания в Вооружённых силах Российской Федерации (1994—2010)). Общая же схема размещения знаков различия на погонах осталась прежней..
Едва ли не самым сложным вопросом стала проблема общевойскового символа — кокарды или эмблемы на головной убор. Не в последнюю очередь это было связано с неопределённостью самой государственной символики Российской Федерации в период 1992—1993 гг., когда более-менее установленным символом являлся лишь трёхцветный государственный флаг, уже использовавшийся на кокардах в символике милиции. Вариант возврата к дореволюционной кокарде Российской Императорской армии (выпуклый овал серебряных лучей, сходящихся к центру (офицеры), или гладкий серебристый овал с бортиком по краю (нижние чины), в центре — вписанные друг в друга чередующиеся овалы золотистого (офицеры) или оранжевого (нижние чины) и чёрного цветов с чёрным овалом непосредственно по центру) не рассматривался, поскольку не содержал геральдических отсылок к действующей символике Российской Федерации.

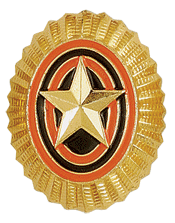
Кокарда образца 1994 г.

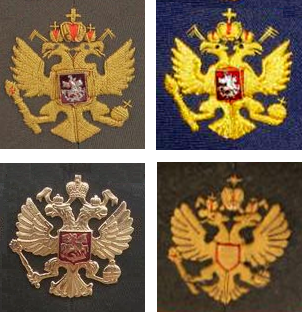
Варианты Герба РФ на тульи фуражек генералов армии с мая 1995 г. (вверху), офицеров и генералов (внизу)

В декабре 1993 г. Указом Президента РФ был установлен Герб Российской федерации — золотой двуглавый орёл на червлёном щите с серебряным всадником на груди — однако на кокардах Вооружённых сил, утверждённых 5 апреля 1994 г. решением Министра обороны РФ, эти гербовые цвета также отсутствовали.
Новая кокарда представляла собой по форме аналог имперского образца или советской офицерской кокарды («орех», «орешек»), но несколько меньшего размера и упрощённой формы. Кокарда по рисунку была единой для всех военнослужащих: выпуклый объёмный эллипс с гофрированной поверхностью в виде золотистых лучей, сходящихся к центру, в центре — вписанные друг в друга чередующиеся эллипсы оранжевого (2 шт) и чёрного (2 шт) цветов с чёрным сплошным эллипсом непосредственно по центру. Поверх чёрно-оранжевого рисунка размещалась вытянутая по его форме золотая звезда с гладкими прямыми лучами. Геральдически (и формально) кокарда являлась символом не Российской Федерации, а Министерства обороны Российской Федерации, то есть обозначала ведомственную, а не государственную принадлежность военнослужащего.
Кокарда к полевой форме выполнялась в зелёном, зеленовато-сером, сером или серо-стальном вариантах при тех же размерах и рисунке. Кокарда носилась на всех головных уборах при всех видах одежды всеми военнослужащими.
На пилотках и полевых кепи все военнослужащие носили кокарду установленного образца (в последнем случае — в полевом варианте). Для прапорщиков, офицеров и генералов на беретах и шапках ушанках кокарда носилась с эмблемой в виде обрамляющих её десяти лавровых листьев; точно с такой же эмблемой кокарда носилась на фуражках офицеров и прапорщиков (вышитые на околыше эмблемы широкого распространения в Вооружённых силах Российской Федерации не получили, в отличие, например, от подразделений МВД России). На фуражках генералов кокарда носилась с шитьём установленного образца (1994 года), сержантов и солдат — без эмблемы и шитья.
На тульи фуражек офицеров и генералов крепился золотистый металлический Государственный герб Российской Федерации установленного рисунка со щитом красной эмали на груди. Лётная эмблема на тульях ВДВ, лётчиков авиации Сухопутных сил и ВВС отменялась.
Подобное размещение герба было оправдано, так как в данной ситуации именно герб, а не кокарда, геральдически определял государственную принадлежность военнослужащего. Однако на фуражки прапорщиков, сержантов и солдат герб не полагался.
Такое размещение государственной символики привело к неизбежному конструктивному увеличению тулей офицерских и генеральских фуражек и приобретению последними характерной формы (иронически именуемой самими военнослужащими «аэродром» или «пиночет»). С 1995 года всё большее распространение у высшего комсостава получают гербы, вышитые золотой канителью и цветным шёлком.

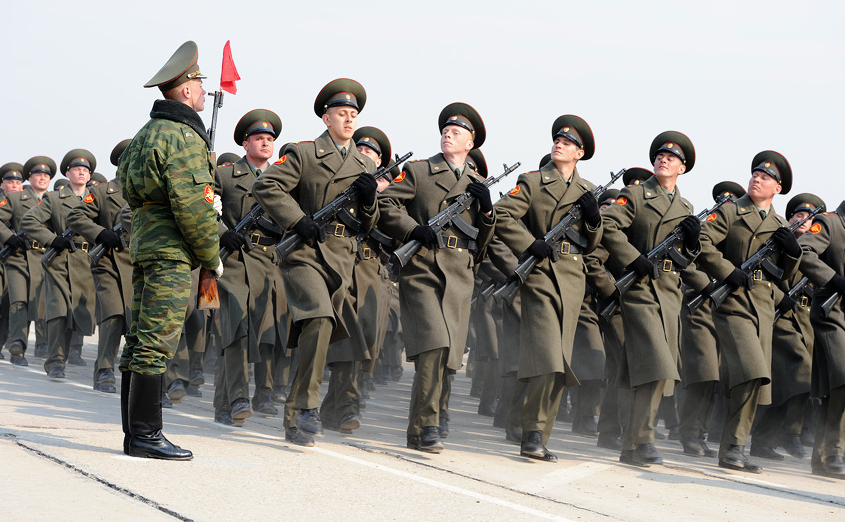
Репетиция парада ко Дню Победы в зимней повседневной форме, линейный — в зимней полевой куртке и брюках, но в офицерской фуражке для повседневно-парадной формы одежды, 2011 год

#### Знаки отличия
Для военнослужащих гвардейских частей (кораблей) и соединений Министерства обороны Российской Федерации утверждён новый нагрудный знак «Гвардия», представляющий собой выпуклый Георгиевский крест, покрытый белой эмалью, боковые и нижние концы которого расположены на фоне георгиевской ленты, а верхний — на фоне развевающегося Государственного флага Российской Федерации с древком и кистью золотистого цвета. В центре Георгиевского креста размещена круглая пластина, покрытая красной эмалью и обрамлённая лавровым венком золотистого цвета, в центре которой — золотистое изображение Георгия Победоносца на коне, поражающего копьём дракона. На верхнюю и нижнюю части лаврового венка наложены пластины: вверху — с надписью золотистого цвета «Гвардия» на чёрном фоне; внизу — с надписью чёрного цвета «Россия» на золотистом фоне. Знак изготовлен из металла. Его высота — 43 мм, ширина — 33 мм, на оборотной стороне его имеется приспособление для крепления к одежде.
Претерпели изменения и металлические нагрудные знаки для военнослужащих, окончивших военно-учебные заведения, форма которых осталась прежней, но на их лицевой стороне вместо Государственного герба бывшего СССР теперь располагается Государственный герб Российской Федерации — четырёхугольный, с закруглёнными нижними углами, заострённый в оконечности красный геральдический щит с золотым двуглавым орлом. С 2007 года главная фигура Государственного герба Российской Федерации размещается непосредственно в центре знака, для военнослужащих, окончивших военно-учебные заведения с отличием, ниже него размещаются пересекающиеся дубовая и лавровая ветви золотистого цвета. Для военнослужащих, окончивших средние военно-учебные заведения, в центре знака установлено изображение эмблемы Вооружённых сил [34]. Приказом Министра обороны РФ № 25 от 15 января 2001 г. подтверждено ношение нагрудных знаков военнослужащими, окончившими суворовские военные, нахимовское военно-морские, военно-музыкальное училища и кадетские, морские кадетские, музыкальные кадетские корпуса Министерства обороны Российской Федерации.
Введены также новые нагрудные знаки классных специалистов Вооружённых сил Российской Федерации и нагрудные знаки «Воин-спортсмен».
Нагрудный знак классных специалистов для офицеров, прапорщиков и мичманов, кроме лётного состава авиации, представляет собой фигурный щит, наложенный на серебристые якорь, два скрещённых меча и развёрнутые крылья с выходящими из-под них пучками лучей золотистого цвета. В центре щита расположена буква «М» или цифра 1, 2 или 3, покрытая белой эмалью и соответственно обозначающая классность специалиста: мастер, специалист 1-, 2- и 3-го класса. Поле щита, покрытое синей эмалью, окаймлено по контуру полоской, покрытой белой эмалью с заклёпками золотистого цвета. Знак изготовлен из металла. Его высота — 28 мм, ширина — 68 мм. На оборотной стороне его имеется приспособление для крепления к одежде.
Без существенных изменений остались по рисунку нагрудный знак классных специалистов для старшин, сержантов, солдат и матросов и нагрудный знак «Воин-спортсмен» трёх степеней.
Нагрудные знаки классной квалификации лётного состава военной авиации представляют собой развёрнутые крылья, в центре которых находится щит фигурной формы, наложенный на два скрещённых меча, расположенные остриями вниз. В верхней части щита расположена пятиконечная звезда золотистого цвета, два нижних луча которой наложены на щит. Щит обрамлён серебристыми ветвями, выходящими из его основания: дубовой слева и лавровой справа — для военных лётчиков-снайперов, штурманов-снайперов; дубовой, заканчивающейся лавровой слева и справа — для военных лётчиков (штурманов) 1-го класса; дубовыми слева и справа — для военных лётчиков (штурманов) 2-го класса. На знаках военных лётчиков (штурманов) 3-го класса и не имеющих класса обрамление из ветвей отсутствует. Поверхность щита покрыта голубой эмалью. На щите знака военного лётчика-снайпера, штурмана-снайпера расположен выпуклый силуэт самолёта, направленный влево, а ниже — пластина, покрытая красной эмалью, с надписью золотистого цвета соответственно: «Лётчик-снайпер» или «Штурман-снайпер». В центре щита знаков военных лётчиков 1-, 2- и 3-го класса расположены, соответственно, цифры 1, 2 и 3 красного цвета, а для военных штурманов — бомба с изображением на ней цифр 1, 2 и 3, также красного цвета. На щите знаков лётчиков и штурманов, не имеющих класса, цифры отсутствуют. Все металлические поверхности знака, кроме дубовых и лавровых ветвей, — золотистого цвета. Нагрудный знак — цельноштампованный из металла. На оборотной стороне его имеется приспособление для крепления к одежде.

#### Новое в форме одежды
Многие предметы были радикально изменены по покрою (для увеличения эргономичности) или по составу ткани, некоторые вообще вводились впервые в отечественной практике:
- полушерстяные трикотажные свитер, шапочка и подшлемник для повышения теплозащитных свойств зимнего полевого комплекта одежды военнослужащих, а также для ношения в холодное время в весенне-осенний период с летней полевой одеждой;
- резиновые утеплённые сапоги для ношения в условиях холодного и влажного климата, представляющие собой обувь с резиновыми головками, водонепроницаемыми капроновыми голенищами, застёгивающимися на «молнии»;
- сумка для переноски и хранения полевого комплекта одежды и предметов личного пользования, из водоупорной капроновой ткани с изменяемой вместимостью (большая, средняя, малая);
- вещевой рюкзак вместо вещевого мешка из водоупорной капроновой камуфлированной ткани с двумя объёмными карманами на внешней стороне, регулируемыми по длине плечевыми ремнями и со шнуровкой по боковым сторонам, позволяющей изменять его объём;
- маскировочный чехол для стального шлема из камуфлированной ткани;
- спальный мешок нового образца из материалов, обеспечивающих нахождение военнослужащего в спальном мешке в течение шести часов при температуре −20 °С;
- термоизоляционный коврик («пенка»), изготовленный из вспененного полиэтилена, используемый в качестве подстилки под спальный мешок; коврик с одной стороны имеет яркую окраску для облегчения визуального поиска раненых военнослужащих.

#### ОРПК

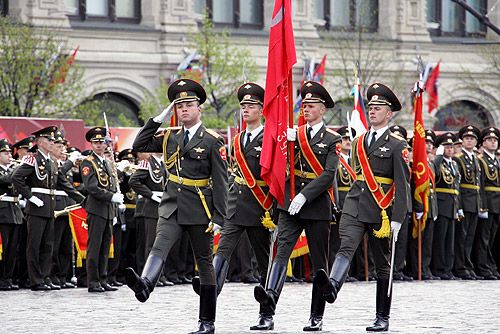
Парадная военная форма ОРПК, 2005 г. От общеармейской она отличается некоторыми деталями

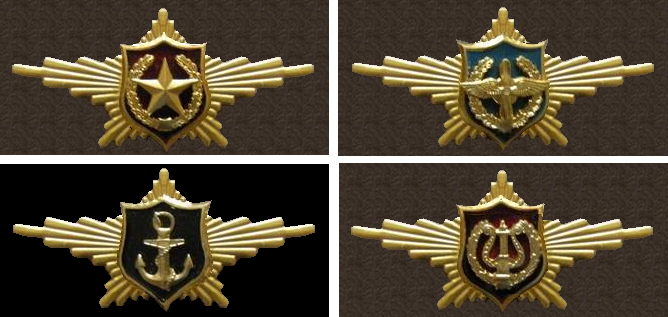
Нагрудные знаки ОРПК (в ВВС до 2002 г. — форма тёмно-синего цвета)

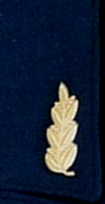
Знак на воротник (здесь — взвод ВВС до 2002 г.)

В соответствии с общими тенденциями изменилась церемониальная форма одежды ОРПК (точнее, двух рот ОБПК) 154-го отдельного полка военной комендатуры г. Москвы. Данная форма одежды подразделений почётного караула Вооружённых сил Российской Федерации была утверждена 4 июня 1995 г. приказом Министра обороны Российской Федерации № 186.
Взвод Сухопутных войск получил форму с оливковым базовым цветом, взвод ВВС — с синим, ВМФ — чёрным. Покрой почти всех элементов формы (кителей, фуражек, галстуков, рубашек) был аналогичен общеармейским установленным образцам.
Исключение составили:
- брюки-бриджи с кантами для носки в сапоги (как и хромовые сапоги, установленные специально для ОРПК для удобства прохождения торжественным маршем и выполнения строевых приёмов, хотя изначально, вплоть до середины 90-х гг. военнослужащим ОРПК, как и всем остальным, были установлены ботинки и брюки навыпуск); впервые новая строевая форма с традиционными сапогами была продемонстрирована на Параде в Москве 9 мая 1996 года;
- шинель на пяти пуговицах по борту, сохранившая общий покрой советской офицерской шинели и сменившая лишь цвет; по строевой форме при ремне и сапогах шинель носилась строго застёгнутой на все пуговицы, тогда как шинель-пальто Сухопутных сил и ВВС, образца 1994 г., носилась только с открытыми лацканами.

Эмблема Вооружённых сил Российской Федерации в ОРПК, носившаяся на левом и правом рукавах кителей и шинелей, была вышитой цветным шёлком или канителью и имела окантовку из кручёного золочёного шнура натурального золочения (по этой причине шеврон подлежал обязательной сдаче при увольнении или повреждении).
ОРПК сохранили традиционные парадные элементы униформы Советской армии — офицерские пояса с золочением (положенные теперь и солдатам, и сержантам), золотистые шитые эмблемы к кокардам офицеров образца 1994 г., аксельбанты к кителям и шинелям, белые кашне и перчатки. В строю офицерами традиционно носилась шашка или кортик (командир знамённой группы).
Дополнительно была установлена металлическая штампованная нагрудная эмблема РПК в виде вытянутой пятиконечной звезды (сходная по форме с эмблемой ОРПК до 1992—1994 гг.) с наложенным щитом с изображением эмблем родов войск соответствующих взводов (Сухопутных войск, ВВС, ВМФ и Оркестра РПК). На воротниках кителей и шинелей крепились небольшие золотые стилизованные латунные лавровые листья. Золотые штампованные листья были установлены и по краю козырька фуражек.
Кокарды и эмблемы на фуражках — установленного образца.
К зимней форме полагалась шапка-ушанка из серого каракуля, с кокардой и эмблемой; офицерам на шинели в холодное время при церемониальной форме разрешалось ношение пристежного каракулевого воротника.
Погоны офицеров — установленного образца. Погоны солдат и сержантов — золотого галуна с окантовкой с латунными буквами «ВС» славянской вязью.
Подразделения, использовавшиеся в качестве почётного караула на местах (как правило, в этом качестве выступали курсанты местных ВВУЗов или военнослужащих комендантских рот), традиционно заимствовали некоторые элементы формы московских ОРПК (например, белые перчатки и аксельбанты, изредка — белёные ремни советского образца), однако, как правило, их форма мало чем отличалась от общей парадной: так, пальто они носили с открытыми лацканами, а яловых сапог с хромовыми головками не носили вовсе.

#### Парад 9 мая 1995 г. Форма для генералов армии

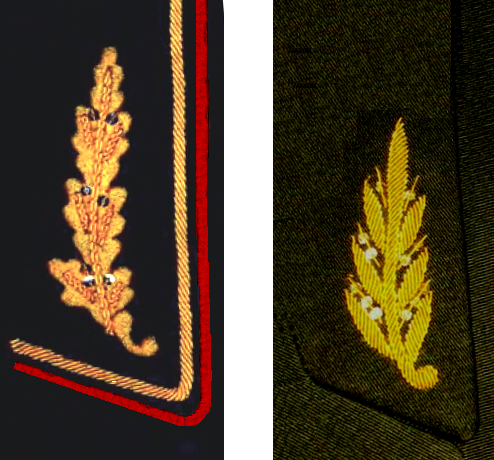
Шитьё на воротнике парадного кителя генералов армии (1995—1997) и парадного и повседневного кителей генерал-майоров — генерал-полковников

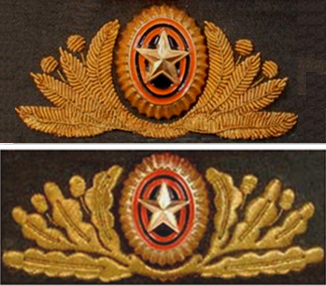
Шитьё на околышах фуражек генералов (вверху), генералов армии (1995—1997) и Маршалов РФ (с 1997 г.))

Своеобразным смотром новой формы стали торжества, приуроченные к 50-й годовщине Победы в Великой Отечественной войне и их кульминация — парады на Красной площади (пеший, с участием ветеранов) и на Поклонной горе (с показом военной техники и авиации) 9 мая 1995 г.
Специально для парадов были разработаны эмблемы по принадлежности к видам и родам Вооружённых сил Российской Федерации особого рисунка из жёлтого ПВХ на цветной суконной основе (художник — В. К. Рожков), утверждённые Министром обороны 31 марта 1995 г. Эмблемы предполагалось носить на правом рукаве. Поскольку выпущены они были ограниченным тиражом, только для участников парада в Москве 1995 г., их ношение быстро прекратилось.
Десантники вышли на парад в беретах с изображением герба России на флажках, традиционно для парадов расположенных справа. Соответствующее изменение в форму одежды ВДВ было внесено постфактум Решением начальника Центрального вещевого управления (ЦВУ) Минобороны России от 31 июля 1995 г.
Помимо этого, участники парадных расчётов получили традиционные ещё для советских парадов белые перчатки, аксельбанты жёлтого шёлка на правое плечо, парадные офицерские ремни советского образца и кортики, белёные ремни (для курсантов некоторых учебных заведений и сводного оркестра), а также витой золотистый окантовочный шнур на нарукавный знак Вооружённых сил Российской Федерации, аналогичный уже существовавшему в ОБПК 154-го ОКП, но без золочения.
В новой, но официально на тот момент не установленной парадной форме появился на параде на Поклонной горе генерал армии П. С. Грачёв, в качестве Министра обороны РФ принимавший парад. Утром того же дня на праде ветеранов на Красной площади форма Министра была установленной парадно-выходной, с золотыми погонами и белой рубашкой, но без наград, аксельбантов, перчаток и парадного пояса.
Элементы новой парадной строевой униформы генерала армии явно или неявно копировали элементы обмундирования Маршалов Советского Союза при сохранении основных элементов новой военной формы Российской Федерации (цвет, покрой, фасон и т. д.). Фуражку генерала армии украшал вышитый цветным шёлком Государственный герб Российской федерации, кокарду на околыше обрамляли дубовые, а не лавровые листья, такие же листья располагались на козырьке фуражки под контурным золочёным валиком вдоль края козырька. Филигранный ремешок был заменён на ремешок из кожи с золочёным шитьём — в виде стилизованной гирлянды дубовых листьев, перевязанной лентой. Дубовые листья красовались и на воротнике и обшлагах парадного кителя Министра, а по краю воротника и обшлагов шёл тонкий золотистый сутажный кант.
11 мая 1995 г. (то есть, уже после праздника) все эти неуставные изменения были формально установлены как для парадной (все вышеперечисленное), так и для повседневной формы (изменение шитья на воротнике кителя и околыше фуражки) всех генералов армии. На повседневной форме лавровые листья на воротнике были заменены дубовыми, а осенью того же 1995 года генералам армии перешили лавровые листья на дубовые и на петлицах пальто.
Генералы армии, состоявшие в кадрах ВВС (звание «маршал авиации» и «главный маршал авиации» в Российской армии не вводились, поэтому за званием генерал-полковника в ВВС также следовало звание генерала армии), носили форму тёмно-синего цвета с голубым прибором. Изображение на погонах генералов армии отличалось известным разнообразием: так П. С. Дейнекин носил в венке на погонах эмблему ВВС, а В. А. Прудников — обычную звезду генералов армии, но с голубым прибором.

#### Некоторые особенности первой половины 90-х годов
К характерным особенным чертам данного периода необходимо отнести следующее:
- многие нововведения вводились случайным образом, не оформляясь соответствующими приказами, директивами, правилами (или оформлялись задним числом), и по характеру своему были также случайными, а не системными;
- высшее руководство Министерства обороны Российской Федерации и Вооружённых сил Российской федерации получило, фактически, свободу рук в вопросах военной формы и военной символики, чем и воспользовалось, часто воплощая в тех или или иных проектах свои собственные эстетические установки, слабо связывая их с традициями, экономическими возможностями, целесообразностью и элементарными удобствами в носке;
- для многих военнослужащих эти эстетические эксперименты имели обратную сторону: в условиях кризиса первой половины 90-х изготовление и ношение военной формы сделалось дорогим удовольствием, само же изготовление её часто в силу экономических причин относилось целиком на средства военнослужащих, без компенсации затрат; отсюда стремление к экономии посредством ношения к месту и не к месту полевой формы одежды из относительно дешёвого и доступного камуфляжа, даже в столичных городах;
- военнослужащие-сверхсрочники в провинции и дальних гарнизонах часто до начала 2000-х гг. продолжали донашивать советское обмундирование (с соответствующими изменениями — новыми нарукавными знаками, кокардами, со снятыми с погон литерами «СА», а с воротников кителей и шинелей — петлиц и т. д.) из-за отсутствия на складах новых комплектов или экономической невозможностью их заказа и приобретения военным ведомством;
- огромные запасы обмундирования, оставшиеся от Советской армии на армейских складах (плюс — вывезенное из стран Варшавского договора в начале 90-х) при относительной (при экономических проблемах 90-х гг.) дороговизне новых комплектов заставляли тыловые службы использовать, в целях экономии, в первую очередь, именно советское наследство;
- встречались на практике и такие «экзотические» варианты, как пошив формы нового образца, но не из текстиля оливкового цвета, а из материала цвета хаки, установленного для повседневной формы одежды Советской армии, также имевшегося на складах в больших количествах.

## 1997—2008
Во второй половине 90-х гг. изменения военной формы одежды продолжаются, однако носят они уже более целенаправленный профессиональный и более-менее цельный и законченный характер.

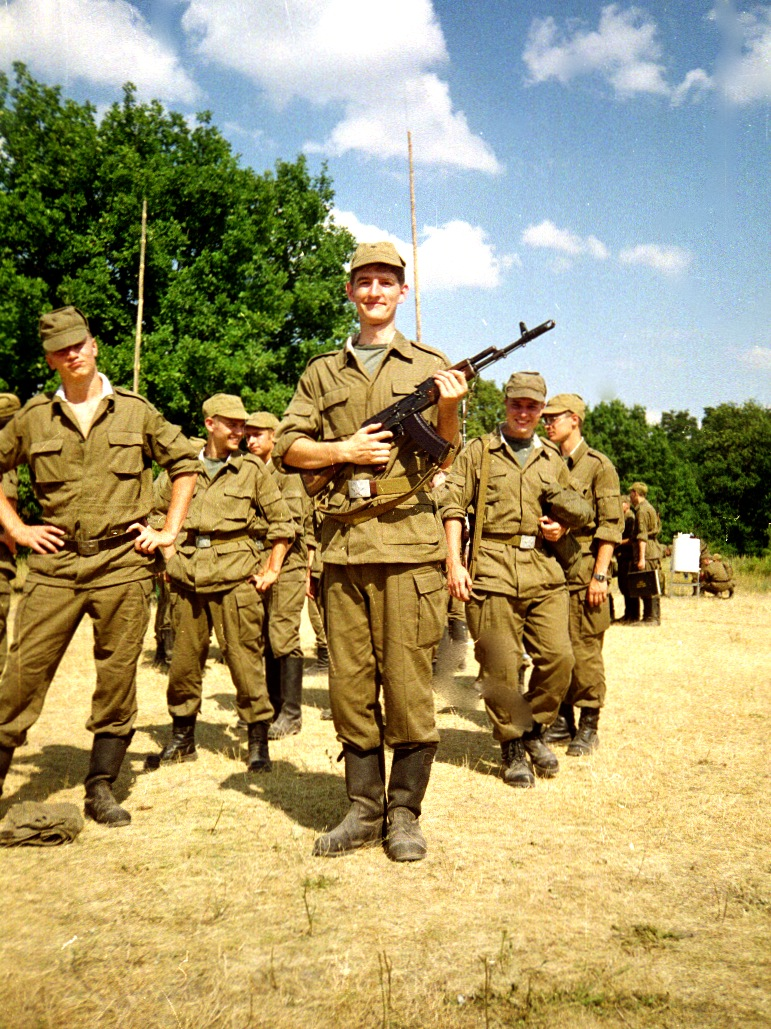
Солдаты части войск ПВО в полевой форме, 2002 год

27 марта 1997 г. Приказом Министра обороны введены в действие новые «Правила ношения военной формы одежды военнослужащими Вооружённых сил Российской Федерации».

#### Систематизация военно-геральдической символики

Военный геральдический знак — эмблема Вооружённых сил РФ, утверждённый в 1997 г.

Указом Президента РФ от 27 января 1997 г. № 46 был утверждён «военный геральдический знак — эмблема Вооружённых Сил РФ». Знак — двуглавый орёл золотистого цвета, в общих чертах напоминающий Государственный герб Российской Империи, принятый при Императоре Николае I: с острыми, приспущенными книзу крыльями, на груди — щит особой формы, с белым всадником в красном поле; в лапах орёл сжимает меч и лавровый венок, символ венчает императорская корона. В соответствии с «Положением о военном геральдическом знаке…», он мог служить основой для разработки других элементов военной геральдики, прежде всего, эмблем видов Вооружённых сил.
После утверждения геральдического знака приказом Министра обороны Российской Федерации от 28 марта 1997 г. № 210 утверждены новые Правила ношения военной формы одежды военнослужащими Вооружённых Сил Российской Федерации. Ношение на тульях повседневных и парадных фуражек офицеров и генералов орла с рисунком Государственного герба РФ было отменено, установлено ношение геральдического знака жёлтого металла (допускалась вышивка знака золотой канителью или цветным шёлком). Отменён был и триколор на пилотках и беретах, заменённый геральдическим знаком меньшего, чем на фуражках, размера.

Эмблема Министерства обороны России, утверждённая в 2003 г.

В 1997 началась разработка эмблем видов Вооружённых сил, завершившаяся через несколько лет. В каждом случае за основу брался геральдический знак, при этом изменялся его цвет или предметы в лапах орла. Эмблема разрабатывалась в двух видах:
а) на тканый нарукавный знак;
б) на металлический нагрудный знак на китель (на винте) и на рубашку (при её ношении без кителя) — на кожаном ремешке с пристёжкой к пуговице правого нагрудного кармана.
При этом каждая эмблема, в конечном счёте, могла изготовляться в трёх вариантах: большом (изображение символических предметов на приборном фоне в серебристом или золотом венке, увенчанном геральдическим знаком ВС РФ), среднем (орёл с символическими предметами в лапах), малом (изображение символических предметов на приборном фоне).

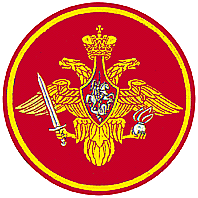
Нарукавная нашивка Сухопутных войск ВС России

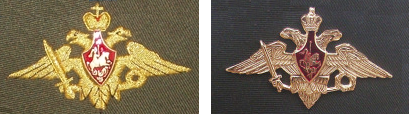
Варианты геральдического знака ВС РФ на тульи фуражек офицеров и генералов

Приказом МО России № 210 от 28.03.1997 вводятся нарукавные эмблемы по видам Вооружённых сил на правый рукав, не отменяя при этом уже существующие эмблемы по родам войск. Нарукавный знак представлял собой суконный круг определённого цвета (с цветной же окантовкой) по центру которого размещался стилизованный орёл по образцу эмблемы ВС РФ, держащий в лапах те или иные символические предметы золотого или серебряного цвета. В более-менее завершённом варианте к началу 2000-х гг. картина сложилась следующая (цвет поля, в скобках цвет канта):
- красный (золото) — Сухопутные войска,
- чёрный — ВМФ (золото), ГШ (оранжевый), ПВО (голубой; знак отменён в 2004 г.).
- голубой — ВВС (золото, с 2004 красный), ВДВ (красный, с 2005 — зелёный), авиация ПВО (чёрный; знак отменён в 2004 г.).
- тёмно-синий — РВСН (красный), ВКС (эта эмблема изначально не содержала изображение орла); в 1997 г. ВКС вошли в состав РВСН, затем Космические войска (КВ) с 2002 г. вновь с эмблемой на синем (тёмно-синем) фоне с голубым кантом,
- светло-синий (или голубой) — авиация Сухопутных войск (золото) — знак отменён в начале 2000-х в связи с вхождением АСВ в состав ВВС.

В начале 2000-х гг. появилась эмблема Тыла ВС РФ — серебристый орёл, серебристый кант, малиновое поле.
Приказом МО от 14 января 1998 г. № 15 сотрудникам Центрального аппарата и подразделений, непосредственно относящихся к МО РФ, полагалась золотая эмблема с золотой окантовкой знака на оливковом (в цвет обмундирования) поле, с дополнительной окантовкой знака по контуру красной выпушкой.
Данный знак был изменён Приказом 17 декабря 2004 г. № 425. Согласно ему военнослужащие, не относящиеся ни к каким видам Вооружённых сил (например, сотрудники ЦА МО, подразделения охраны центральных органов МО и ГШ, врачи центральных госпиталей, сотрудники военкоматов или военных комендатур, курсанты некоторых ввузов), получили общевойсковую эмблему, аналогичную эмблеме Сухопутных войск, но с серебряным, а не золотым приборным металлом.
Нарукавный знак мог изготовляться из ПВХ, цветного шёлка или металлизированной нити как централизованно, так и по индивидуальному заказу с соблюдением технических условий. Большим спросом пользовались эмблемы, вышитые цветными металлизированными нитями — особенно офицерами к парадной форме.
В конце 90-х гг. приказом Министра обороны Российской Федерации были установлены и другие нарукавные знаки различия:
- нарукавный знак различия государственной принадлежности для военных представителей в зарубежных странах (знак в виде щита с заострённой нижней и выпуклой верхней сторонами, в центре которого расположено изображение Государственного герба Российской Федерации; в верхней части знака надпись «Russia»; по периметру поля знака — кант; герб, надпись и кант — золотистого цвета, поле щита и знака — красного цвета);
- для контингентов военнослужащих, участвующих в миротворческой деятельности, установлен знак различия по принадлежности к специальному контингенту Вооружённых сил Российской Федерации, принимающего участие в деятельности по поддержанию или восстановлению международного мира и безопасности (знак в виде прямоугольника, в центре которого расположены буквы «МС». По периметру поля знака проложен кант. Буквы и кант — золотистого цвета, поле знака — голубого цвета).

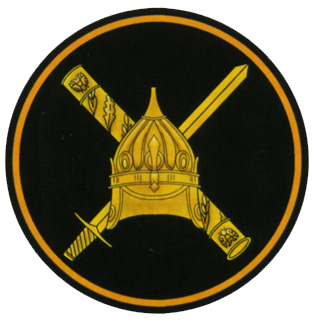
Нарукавная нашивка Центрального аппарата Генерального штаба

В начале 2000-х гг. разработка знаков и эмблем интенсивно продолжается при весьма действенных попытках упорядочить уже существующее многообразие эмблем конкретных частей и соединений. Эти эмблемы были часто продуктом частной инициативы и появились, как правило, ещё в первой половине 90-х гг. Большинство указанных самосозданных инициативных эмблем не смогло пройти процедуру утверждения в специальных геральдических организациях МО РФ, ибо их символический и цветовой ряд, а также общий дизайн часто не только не соответствовали, но и противоречили требованиям геральдики.
Тем не менее, к 2003—2004 гг. начинают появляться нарукавные эмблемы Главных командований видов ВС, отдельных штабов, соединений, подразделений (например, Генерального штаба и его Управлений, комендантских рот, комендатур, подразделений Спецстроя РФ и т. д.), а также НИИ, высших военных учебных заведений и учебных центров. Все эмблемы утверждались и разрабатывались централизованно. Основой всех эмблем являлся суконный круг установленного цвета с цветным же кантом по краю. Характерной чертой этих эмблем является использование в рисунке лент советских орденов, которыми было награждено подразделение: так на эмблеме 15 ЦНИИ размещалась лента ордена Трудового Красного Знамени, а МВВКУ — орденов Ленина, ОР и БКЗ. Гвардейским частям и соединениям и их наследникам полагалась гвардейская георгиевская лента вместо окантовки.
Приказом Министра обороны Российской Федерации 2000 года № 625 введено в действие Положение о военных геральдических знаках Вооружённых сил Российской Федерации. Положение определило состав и предназначение военных геральдических знаков Вооружённых сил Российской Федерации. В соответствии с данным положением приказами Министра обороны Российской Федерации утверждены военно-геральдические знаки видов Вооружённых сил, родов войск (служб) и внесены изменения в описание нарукавных знаков и петличных знаков — эмблем по видам Вооружённых сил, родам войск (службам).
Основная статья: Нарукавные нашивки Российской армии по принадлежности (1998—2008)
Приказом МО РФ от 24.12.2004 г. № 425 отменено ношение нарукавных знаков по принадлежности к ВС РФ и ВМФ РФ («триколор», «Россия»). На левый рукав военнослужащих перекочевали эмблемы округов, командований, штабов, учебных заведений или конкретных подразделений — в соответствии приказом непосредственного начальника. На правый рукав по-прежнему нашивались эмблемы видов Вооружённых сил, Центрального аппарата Министерства обороны, Генерального штаба и Министерства обороны. Так, например, курсанты и преподаватели Военного университета на левом рукаве носили эмблему университета, а на правом — эмблему Министерства обороны. Все эмблемы стали единообразными по строю рисунка и размерам, основой для эмблемы служила эмблематика вышестоящей структуры. Эмблемы отныне утверждались централизованно по рекомендации Военно-геральдической службы МО РФ, никакая самовольная инициатива снизу теперь в этих вопросах не допускалась.

Генерал армии В.Прудников (1997). У командующего Войсками ПВО погоны уже нового образца, однако на воротнике мундира всё ещё дубовые листья, установленные генералам армии в мае 1995 г.

#### Частные изменения второй половины 1990-х — начала 2000-х гг.

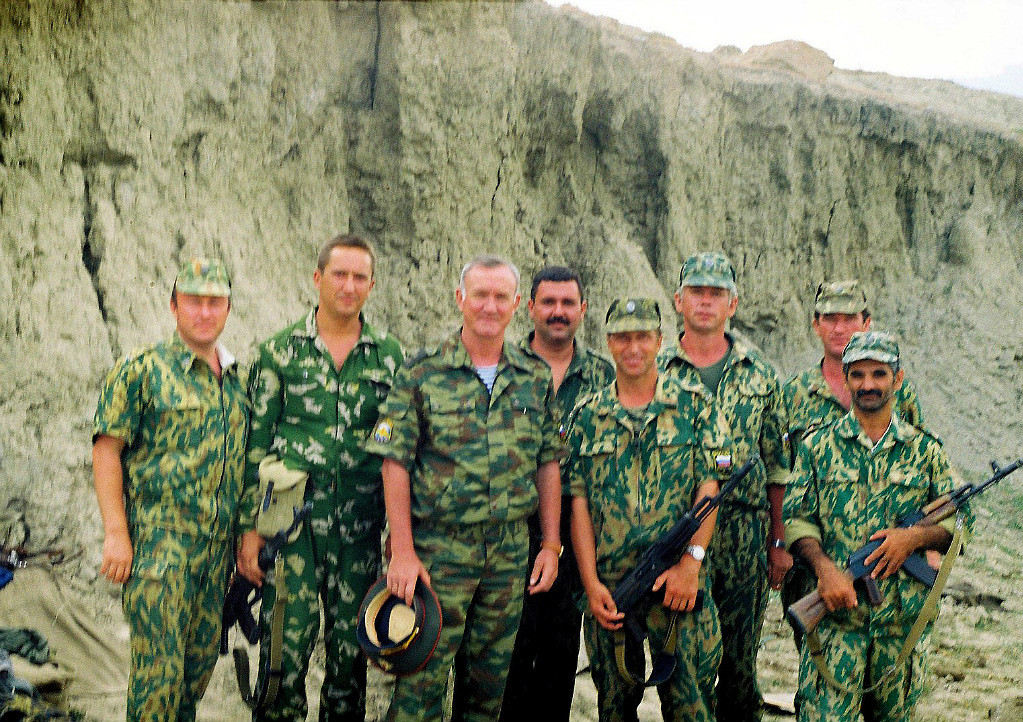
Командующий 58-й армией генерал-лейтенант Сидякин А. М. среди сослуживцев, Дагестан, около 1999 года. Хорошо видны различные типы камуфляжного рисунка, применяющегося в полевой форме ВС РФ: «вертикалка», «берёзка», «флора» («арбуз»)

В 1997 году у генералов армии на погонах одну большую звезду с эмблемой заменили на четыре звезды меньшего размера, как у всех остальных генералов (как уже было в Советской армии до середины 1970-х гг.). В том же году, но несколько позже, для генералов армии отменили и особые отличия в парадной и повседневной форме, уравняв их с прочими генералами, что нашло отражение в новых Правилах. Был отменён и знак отличия для генералов армии, существовавший с советских времён — Маршальская звезда на галстук (хотя, по факту, её вручали и после формальной отмены, например, И. Квашнину в ноябре 1997 г., поскольку в фондах Гохрана имелись невручённые экземпляры). Гарнитура из дубовых листьев, специальные элементы парадной формы с особым шитьём на фуражке была оставлена только Маршалам Российской Федерации — это звание получил в конце ноября 1997 г. новый Министр обороны РФ И. Д. Сергеев. Маршалам было оставлено и ношение герба на тулье (вместо геральдической эмблемы ВС РФ).
Военнослужащим (кроме высших офицеров) для ношения на летних плащах вместо съёмных погон введены вшитые погоны из ткани верха плащей с полем базового цвета, без кантов и просветов. На вшивных погонах плащей установлено ношение золотистых знаков различия по воинским званиям (звёзд и угольников) и эмблем по видам Вооружённых сил, родам войск (службам).
23 января 2002 г. Указом президента РФ № 82 в целях «дальнейшего реформирования» и «унификации» отменялась синяя форма офицеров, генералов, прапорщиков, сержантов и рядовых ВВС и ВКС. Общий цвет униформы российских Вооружённых сил становился оливковым, а идентификация военнослужащего по внешнему виду обмундирования оказывалась невозможна. Идентификации служили теперь канты на фуражке, просветы погон, выпушка золотых парадных погон, эмблемы по видам и родам войск (службам) на воротнике или погонах, а также новые нарукавные знаки различия по видам и родам войск, службам, соединениям, войсковым частям.
Первыми в новую форму облачились участники майского парада на Красной площади (слушатели и комначсостав военно-воздушных академий), а также высшие офицеры центрального командования и штаба ВВС. Однако соответствующий приказ МО во исполнение Указа Президента так и не был издан, в связи с чем авиаторы, далёкие от московских парадов, так и продолжали носить униформу синего цвета вплоть до 2008—2010 гг.
13 августа 2004 г. Приказом МО РФ № 240 для Вооружённых сил РФ были установлены новые знаки различия по видам и родам войск (службам) на воротник или погоны — без венков, частично возвращавшиеся рисунком к эмблемам времён СССР и даже Российской империи. Свою собственную эмблему теперь получили мотострелковые войска.
В мае 2005 года была вновь введена шапка-папаха с серым суконным верхом, обшитым золотистым сутажем, из каракуля для полковников и генералов.

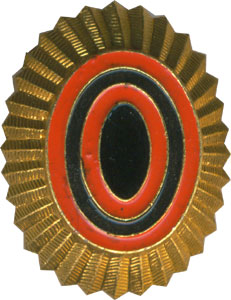
Кокарда для военнослужащих образца 2006 г.

Была сделана ещё одна попытка изменить знаки на головные уборы, прежде всего, кокарду. В соответствии с Указом Президента Российской Федерации от 8 мая 2005 года № 531 (в редакции Указа Президента РФ от 28 августа 2006 № 921) Приказом Министра обороны Российской Федерации от 24 октября 2006 г. № 395 введена единая кокарда для военнослужащих в виде вытянутой полусферы с боковой поверхностью, состоящей из 32 двухгранных лучей золотистого цвета с рифлёными гранями. Центральная часть кокарды — плоская и состоит из эллипса и концентрических полосок: первая (внешняя) покрыта оранжевой эмалью, вторая — чёрной, третья — оранжевой, эллипс, находящийся в середине, покрыт чёрной эмалью. Замена кокард планировалась постепенно — всеми лицами, состоящими на военной службе в федеральных ведомствах, а не только в Вооружённых силах.
Своеобразным символом нового этапа перемен, начинающегося с приходом нового Министра обороны (в 2007 году им стал А. Сердюков), как это часто бывало, стали некоторые моменты Парада 9 мая 2007 г. на Красной площади, отличавшиеся от существующих Правил. Так, десантники ВДВ прошли перед трибунами в тельняшках, надетых под кители с голубыми пришивными погонами. У трубачей Сводного оркестра МВО на рукавах появились «ласточкины гнёзда» — полукруглые клапаны красного сукна с белой отделкой над верхом рукавов — подобно музыкантам военных оркестров Российской императорской армии.

## 2008—2011

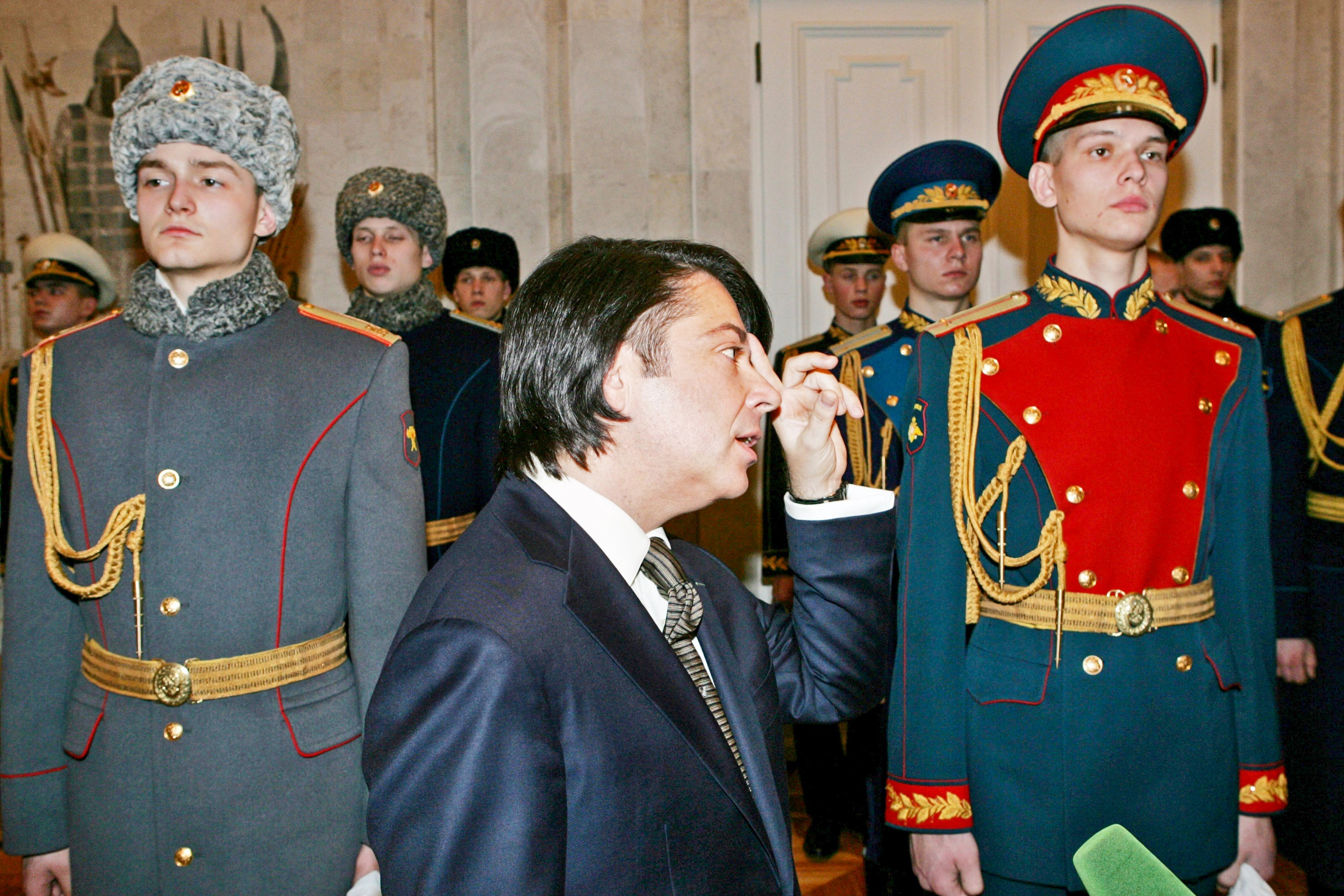
Валентин Юдашкин на показе своей коллекции. Начало 2008 г.

#### Новые реформы
В 2007 г. после прихода в Министерство обороны нового руководства во главе с А. Э. Сердюковым началось активное обсуждение реформы военной формы одежды Вооружённых сил РФ.
С одной стороны, требовалось оптимизировать производство и изготовление полевой формы одежды с учётом как двух прошедших кампаний в Чечне, так и в плане соотношения цены и качества.
С другой стороны, существовавшая (оливкового цвета) форма одежды военнослужащих Вооружённых сил почти не отличалась как от военной формы иных войск и органов (например, ФСБ РФ и внутренних войск), так и от формы различных «силовых ведомств», таких как ФСИН, МВД (форму оливкового цвета носили сотрудники, имевшие звания внутренней службы), ФСКН (а до этого — налоговая полиция) и так далее (теоретически обмундирование «гражданских ведомств» должно было отличаться от военной формы одежды. Например, Указом Президента РФ от 11.03.10 N 293 устанавливалось, что «форма одежды и знаки различия лиц, не являющихся военнослужащими, не могут быть аналогичными военной форме одежды и знакам различия военнослужащих»). Хотя в некоторых ведомствах были внесены изменения в форму одежды, имелась необходимость особо специфицировать и военную форму.
Наконец, извечный спор унификации (дешевизна, взаимозаменяемость и простота) и «украшательства» (повышение престижа службы), а также провозглашённый переход на контрактную основу и масштабную реформу всей структуры Вооружённых сил — всё это привело к тому, что преобразования в области военной формы назрели и стали в новых условиях насущной необходимостью.

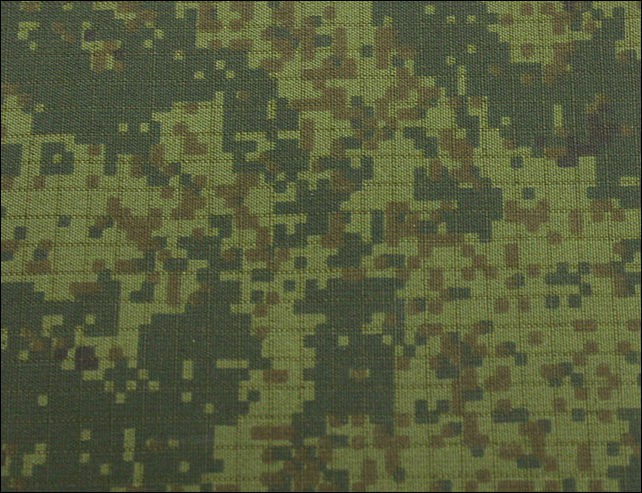
Первоначальная 3-цветная «цифра» («пикселка»)

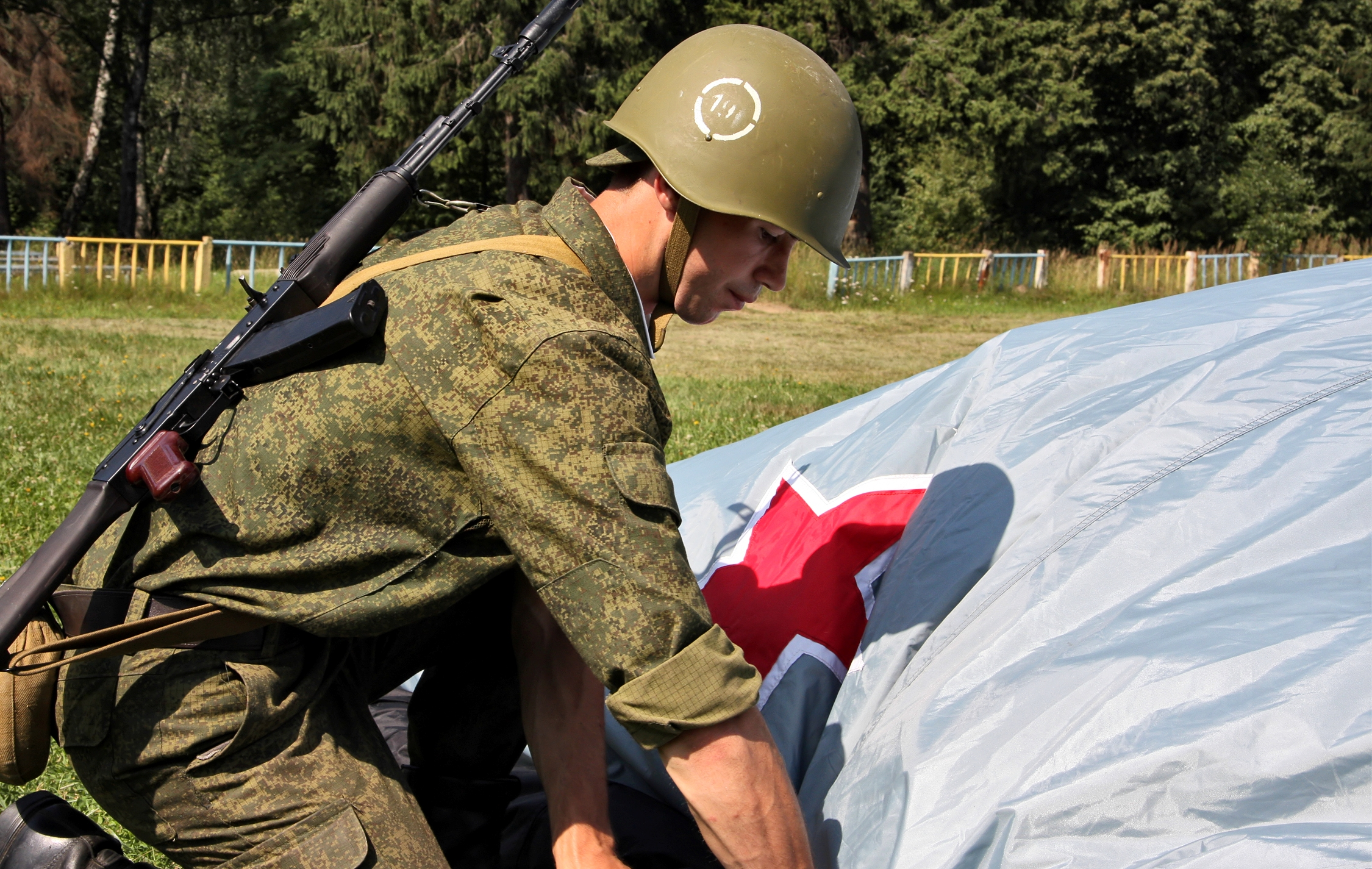
Полевая форма расцветки «цифра» (слегка выцветшая)

Главными объектами новых преобразований стали парадная и полевая виды формы, прежде всего, последняя. Однако в область интереса масс-медиа попала по большей части первая — в том числе и по причине участия в конкурсе на проектирование новой военной одежды такой известной фигуры, как В. А. Юдашкин (и его модельного дома), возглавившего в итоге проектную группу. Сам модельер в ряде интервью опять же подчеркнул необходимость «украшения» формы, придания ей внешнего лоска, «так, чтобы в ней хотелось служить». Уже в январе 2008 г. в Минобороны России состоялся показ новых образцов парадной (зимней и летней) формы для военнослужащих Вооружённых сил, нескольких вариантов полевой формы нового камуфляжа «цифра», а также церемониальной формы для ОБПК 154 полка. Форма была одобрена Верховным Главнокомандующим в качестве официальной формы на Параде 9 мая 2008 года и почти на всех последующих. Это позволяло не вводить новую форму одежду общим приказом, а ежегодно устанавливать её летний вариант для строя в качестве парадной формы лишь для конкретного мероприятия.

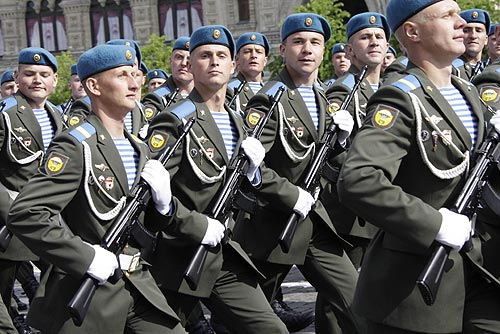
Военнослужащие ВДВ в парадной форме нового образца, на правом рукаве — эмблема части, ВДП. 2008 г.

Указом Президента Российской Федерации от 11 марта 2010 года № 293 «О военной форме одежды, знаках различия военнослужащих и ведомственных знаках отличия» новая форма была утверждена. Приказом Министра обороны Российской Федерации № 336 от 3 сентября 2011 г. № 1500 «О Правилах ношения военной формы одежды и знаков различия военнослужащих Вооружённых Сил Российской Федерации, ведомственных знаков отличия и других геральдических знаков, учреждённых в установленном порядке, и особой церемониальной парадной военной формы одежды военнослужащих почётного караула Вооружённых сил Российской Федерации» вводились правила ношения и эксплуатации новой формы, а также определялись сроки полного перехода на неё — три года.
В соответствии с этим же Указом Президента Российской Федерации от 11 марта 2010 года N 293 «О военной форме одежды, знаках различия военнослужащих и ведомственных знаках отличия» и тем же Приказом Министра обороны РФ «О Правилах ношения военной формы одежды…» восстановлено ношение военнослужащими кокард образца 1994 года взамен кокард 2006 года.
Тем не менее, главной задачей реформы, начатой А. Э. Сердюковым, было повышение боеспособности армии при оптимизации военных расходов. В этом контексте парадная форма была проблемой не очень существенной. Гораздо более важной представлялась полевая форма — то есть, одежда, в которой военнослужащему предстоит выполнять свою непосредственную работу, а не получать ордена, представляться начальству или вышагивать на парадах.

#### Парадная форма
Новая форма в первый раз была официально представлена на параде в Москве 9 мая 2008 года. На первый взгляд, произошло возвращение к форме Советской армии образца 1969/1988 гг., что, впрочем, не особо и скрывалось разработчиками. Были возвращены цветные околыши на фуражки (красные, голубые и чёрные) и цветные погоны курсантов, солдат и сержантов, а также лётные эмблемы на тульи офицеров ВВС, уменьшены размеры самих тулей фуражек, убраны эмблемы с кокард (даже в ВВС и ВДВ) и геральдические знаки с тулий; вернулся хорошо знакомый цвет «морской волны» офицерской и генеральской формы Сухопутных войск (синий в ВДВ и ВВС), парадное шитьё на воротниках и обшлагах генеральских мундиров и околышах и козырьках генеральских фуражек.
Однако конструктивно новая форма отличается как от формы образца 1994 г., так и формы Советской армии. Эти отличия состоят в следующем:
- двубортные кители генералов имеют застёжку на четыре (а не шесть, как в СА) пуговиц; однобортные офицерские кители, а также кители солдат, сержантов и курсантов — на три (а не четыре) пуговицы, что резко увеличивает вырез кителя, сам китель не имеет нагрудных карманов;
- у офицеров на кителях отсутствуют петлицы и кант по обшлагам, как, впрочем, и сами обшлага;
- генеральское шитьё выполнено по упрощённой технологии (в частности, отсутствуют блёстки), но имеет более пышный рисунок и единообразно для всех видов формы;
- общий крой и рисунок кителей — с обтянутым и зауженным силуэтом, особенно в талии;
- форма солдат, сержантов и курсантов сохранила оливковый оттенок образца 1994 г., в отличие от формы цвета хаки СА.

Все военнослужащие на параде были с новыми нарукавными знаками. Форма геральдического щита нарукавных знаков по принадлежности к видам, родам войск (службам) Вооружённых сил частично повторяла форму нарукавных знаков различия родов войск (служб) для солдат и сержантов образца 1969 года. Новые знаки лишь по рисунку (жёлтого или бело-серебряного цвета) напоминали утверждённые в 1998—2004 гг. и официально существующие на тот момент. Изменилась как форма подложки и окантовки (геральдические щиты /для частей и подразделений/ или раскрытая книга /для курсантов и слушателей и преподавателей военных институтов и академий/), так и цвет фона (в тон кителю — морской волны, синий, серый или оливковый), в верхней части над геральдическим знаком появилась надпись жёлтого (золотого) цвета «РОССИЯ», напоминая об отменённом ещё в 2004 г. знаке принадлежности к ВС РФ. На левый рукав устанавливалась эмблема по принадлежности к виду Вооружённых сил, округу, командованию, на правый — эмблема конкретной части (полка), комендатуры, учебного заведения, бригады, до отдельной роты включительно.
Внедрение новой парадной формы обещало быть очень неспешным — ведь эта форма за государственный счёт полагалась лишь парадным расчётам, офицерам и генералам, непосредственно участвующим в ежегодном московском параде (то есть, даже не всем заместителям Министра и генералам и офицерам ЦА МО РФ), а также новоиспечённым лейтенантам при выпуске из ВВУЗов. Остальным следовало ждать истечения сроков носки старой формы и её элементов либо заказывать форму целиком за свой счёт, что для многих военнослужащих было проблематично в финансовом плане.
Помимо парадной формы, непосредственно показанной на брусчатке Красной площади, изменения дополнительно коснулись парадной формы генералов, а также повседневной формы генералов, офицеров, сержантов и солдат (кроме срочной службы). Общий рисунок всех видов формы, расположение шитья, кантов, лампасов, знаков различия были приняты как для парадной формы, изменился лишь базовый цвет. Парадный мундир генералов вне строя — серого цвета, с брюками цвета «морской волны» (синего) с лампасами и кантом, фуражкой с серой тульёй, чёрными ботинками. Шитьё на воротнике и обшлагах — как на общей парадной форме, но без сутажного канта.
Погоны к парадной форме для офицеров и генералов остались золотыми, к другим видам формы — в тон кителю, шинели, куртке, жакету; однако форма погон была изменена на пятиугольную, размер погон стал по длине несколько больше существующего на тот момент образца 1994 г.

#### Повседневная форма

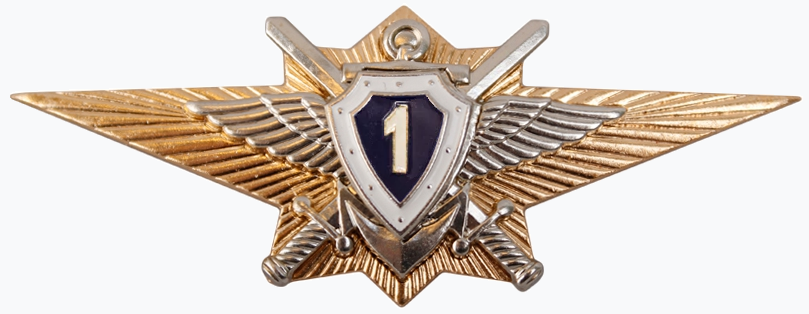
Знак классной квалификации «Специалист 1 класса»

Повседневная форма генералов — защитного (оливкового) цвета, в ВВС — синего цвета, китель с шитьём на воротнике как на парадной форме — но без сутажного канта и без шитья на обшлагах.
Повседневная форма офицеров — защитного (оливкового) цвета, в ВВС — синего цвета.
Сержантам, солдатам и курсантам в качестве повседневной формы предлагалось носить полевой камуфляж (зимний или летний), но с обычными, а не приглушёнными кокардами, знаками различия и эмблемами.
У всех нарукавных нашивок — поле в тон кителей.
Фуражки с тульёй защитного (оливкового, в ВВС /впоследствии — ВКС/ — синего) цвета, с цветным околышем и кантами по роду войск. Расцветки в большинстве своём воспроизводили схему 1988 г. На околыше крепилась кокарда, у генералов — в обрамлении богатого золотого шиться стилизованных лавровых листьев, как на парадных фуражках. На тульях офицеров и генералов ВВС крепилась эмблема — крылатая звезда жёлтого металла. Всем военнослужащим на фуражки (кроме срочников) установлен трунцаловый ремешок жёлтого цвета.
Офицерам и генералам ВДВ сохранили в качестве основного головного убора шерстяной берет голубого цвета, при парадной форме им разрешалось носить вместо рубашки тельняшку с голубыми полосами (как и военнослужащим подразделений Спецназа ГРУ).
Зимние головные уборы остались без изменений.

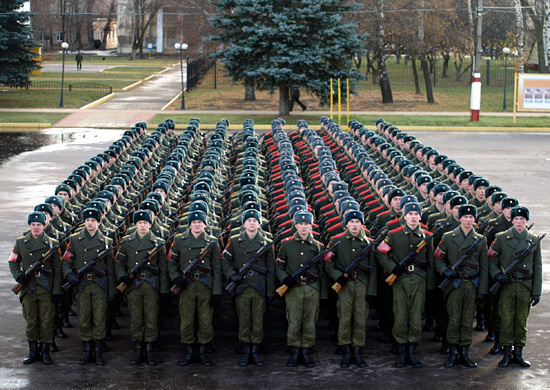
Подразделение на построении. После 2008 г. У солдат на фото в одном строю видны конструктивные различия моделей пальто образца 1994 и 2008—2011 гг.

Всех офицеров и генералов ждало возвращение серого цвета (в ВДВ и ВВС — синего) пальто на зимнюю форму (двубортное, на шести пуговицах /две верхние — декоративные/, узкими бортами-лацканами только для открытого ношения /застегнуть целиком по борту подобно шинели новое пальто было невозможно — не позволяла конструкция/, у генералов — канты по борту, воротнику, хлястику, карманам, дополнительно генералам полагался меховой воротник). Сохранялась и папаха генералов (c красным или синим /ВВС, ВДВ и ВКС/ колпаком, обшитым золотым сутажем) и полковников (с серым колпаком и таким же сутажем), офицеры, служащие в комендатуре г. Москвы, также могли носить шапки из каракуля (за свой счёт и в индивидуальном порядке).
Дополнительно генералам и офицерам полагалась куртка демисезонная защитного (синего) цвета (высшим офицерам — чёрного цвета, кожаная, со съёмным воротником из каракуля или без него) при зимней форме одежды, а также плащ демисезонный защитного (синего) цвета (высшим офицерам — чёрная кожаная) при летней форме одежды;
Пальто сержантов и солдат стало однобортным, на пяти пуговицах, оливкового цвета, с традиционным отложным воротником (с эмблемами родов войск), цветными пришивными погонами, и не имело кантов.
Перчатки, ремни (для строевой повседневной формы), ботинки и зимние полуботинки, носки — чёрного цвета.

#### Новая форма военнослужащих-женщин
Для военнослужащих-женщин дополнительно были установлены каракулевые береты для зимней формы одежды к меховому каракулевому воротнику-стойке и приталенному укороченному пальто (для офицеров — серого или синего цвета). Летним головным убором женщин стала пилотка с кокардой.
Значительно видоизменились по конструкции платья и юбки, ставшие более облегающими по фигуре.
Для военнослужащих-женщин, имеющих офицерское звание, полагалась парадная форма цвета «морской волны» или синего, пальто серого (синего) цвета; парадная форма сержантов и рядовых — оливкового. Точно такого же цвета была установлена повседневная форма (кроме ВДВ и ВВС).
К парадной форме полагалось кашне белого цвета, к повседневной — оливкового или синего.

#### Церемониальная форма подразделений почётного караула Преображенского полка

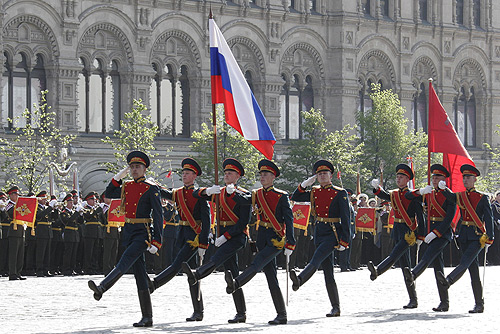
Вынос флага России и Знамени Победы. 9 мая 2009 г. ОРПК в новой церемониальной форме

Радикальным изменениям подверглась церемониальная форма рот ОБПК (отдельного батальона почётного караула) 154-го Отдельного комендантского (с 2013 — Преображенского) полка, напоминающая по внешнему виду церемониальную форму ОРПК 1958—1971 гг. Эта форма была однозначно одобрена и принята в качестве действующей уже в 2008 году и с тех пор существенно не менялась.
Каждая из двух рот ОБПК сохранила трёхвзводный состав со специфической формой одежды (сухопутные войска — база «морской волны», прибор красный, ВВС — база синяя, прибор голубой, ВМФ — чёрный). Сохранился обязательный аксельбант, парадная фуражка с филигранным ремешком и парадный ремень для всех солдат и офицеров. На околышах (приборного цвета) вокруг кокарды, на воротниках (базового цвета) и обшлагах (приборного цвета) сильно стилизованное шитьё в виде золочёных лавровых листьев (с натуральным золочением). По воротнику, тулье и околышу фуражки, центру вдоль рукава, на швах спинки и клапанах, по бриджам — выпушка приборного цвета. На груди — раскрытый лацкан приборного цвета (у сержантов и солдат — ложный, с застёжкой спереди на пуговицы). Погоны были оставлены прежнего образца. Позднее на тульи фуражек вернулась эмблема ВС РФ.
Зимняя церемониальная форма ОБПК на майском параде 2008 года не могла быть показана, но она стала не менее впечатляющей — радикально приталеная, зауженая книзу шинель-пальто серого цвета на пяти пуговицах со стоячим каракулевым воротником, для офицеров — двубортная (аксельбант и парадный пояс — обязательно), с выпушками по ложному лацкану, длине рукавов, карманам и хлястику, шапка-ушанка из каракуля серого цвета, с кокардой с эмблемой из лавровых листьев.

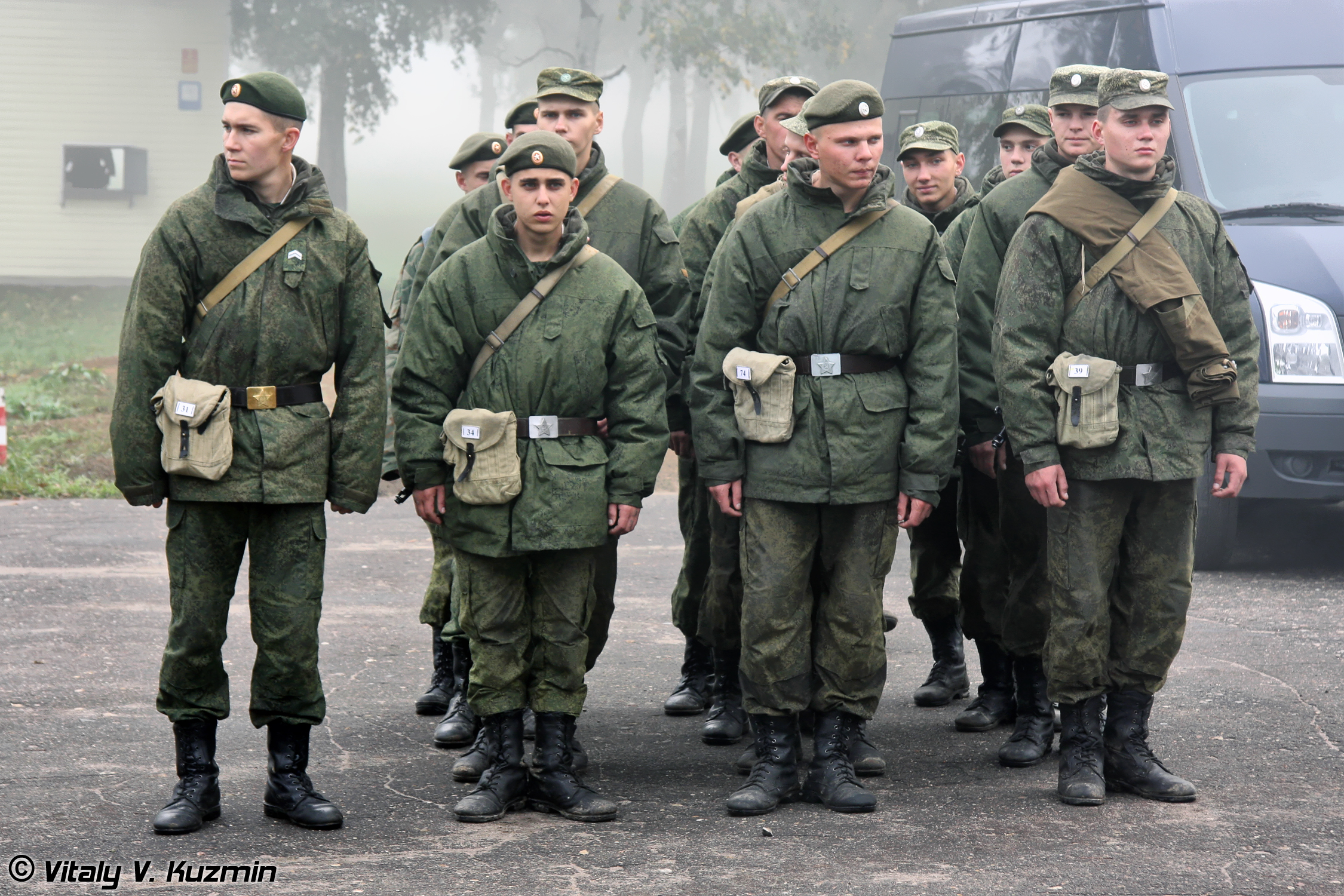
Солдаты 5-й отдельной гвардейской мотострелковой бригады в полевой форме, 2011 г. Погоны (вернее — фальшпогоны) размещены на груди и на левом рукаве

#### Полевая форма
В 2010—2011 году новое изменение военной формы коснулось лишь полевой формы одежды. Были введены новые образцы обмундирования офицеров и генералов (например, свитеры, по конструкции напоминающие шерстяные тужурки армии США). На всех образцах полевой формы погоны вместо их традиционного размещения на плечах были перенесены на грудь и на рукав, появились элементы на «липучке». Основным камуфляжем для всех видов полевой одежды стала разработанная ещё к 2008 «цифра». Следует помнить, что для солдат, сержантов, прапорщиков (на 2011 год ликвидированных как категория военнослужащих, но уже вскоре восстановленных) и курсантов полевая форма являлась одновременно повседневной — с соответствующими кокардами и гарнитурой.
Полевые зимние и летние куртки приобрели стоячий воротник, специально для зимней формы были разработаны особые головные уборы (правда, оставили шапки-ушанки). Для летней формы было принято решение ввести береты защитного цвета (с сохранением голубых беретов в ВДВ) с перспективой полного отказа от кепи — планировалось, что береты будут различаться по цвету в зависимости от рода или вида войск, подразделений и т. д.
Были разработаны новые виды снаряжения, средства защиты (кевларовые шлемы, защитные очки) и маскировки, а также экипировки частей специального назначения. Многие элементы униформы проходили специальную экспериментальную носку в воинских частях в условиях Крайнего Севера, тундры, пустыни и т. д.
Своеобразным смотром новой полевой формы стал Парад на Красной площади 9 мая 2011 года. Это был единственный в своём роде парад, на котором все войска, проходившие перед трибунами (за исключением, ОРПК, Командующего парадом и Сводного оркестра, а также войск МЧС, ФСБ, МВД), были облачены в различные типы полевой камуфлированной униформы. Для всех участников парада (кроме указанных выше) единым головным убором стали береты оливкового цвета (для частей ВВС, ВКС и ВДВ, а также Отдельной бригады спецназа ГРУ — голубые).
Новая форма вызвала неоднозначную реакцию. Особенно много критических отзывов вызвало место размещения погон и знаков различия, хотя сама идея новой полевой формы и её образцы существенных нареканий не вызвали, в том числе и у специалистов.
Ещё раз предметом бурного общественного обсуждения новая форма стала в ноябре 2011 года, после того, как стало известно о массовых простудных заболеваниях солдат-срочников в одном из гарнизонов, использовавших новую форму как повседневную, что, по мнению многих экспертов, могло стать причиной простуды. Общий градус обсуждений проблемы оказался настолько высок, что В. Юдашкин был вынужден публично отказаться от своего авторства в этом проекте: по его словам, его изначальный проект был сильно изменён военными специалистами ЦВУ (Центрального Вещевого Управления Минобороны СССР/России) с целью удешевления производства различных элементов униформы.

## 2012 —

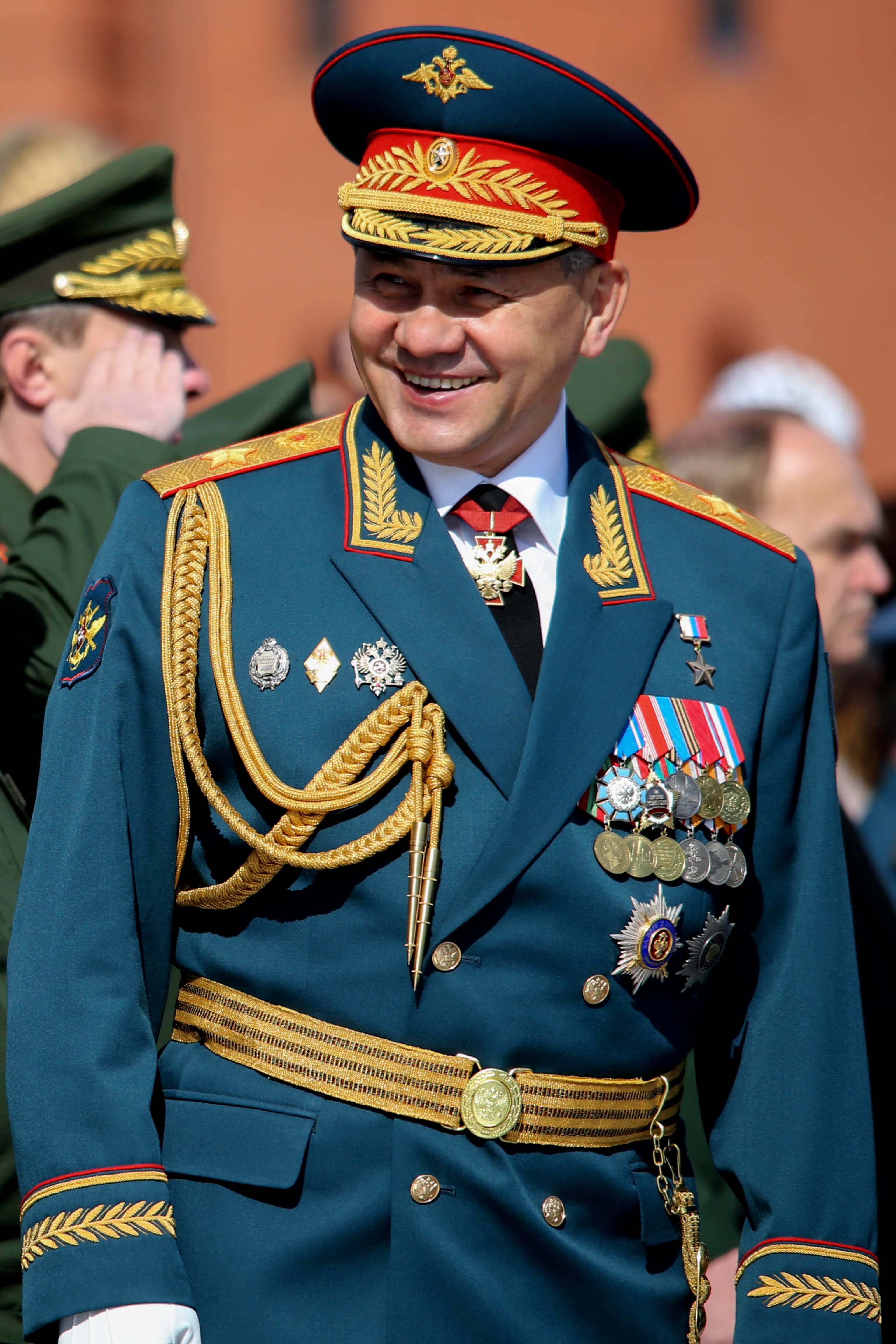
Бывший Министр обороны Российской Федерации С. К. Шойгу в парадной форме. 2015 г.

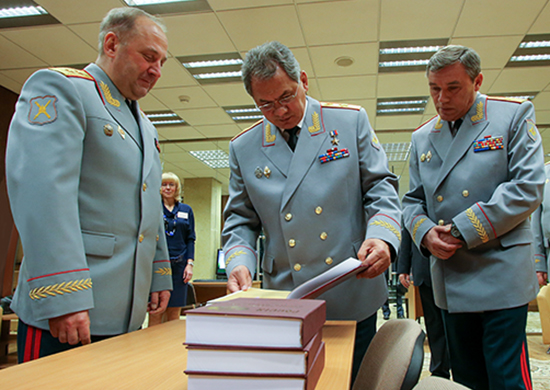
Бывший Министр обороны Российской Федерации С. К. Шойгу и начальник ГШ В. В. Герасимов в серых парадно-выходных кителях нового образца (на шести пуговицах). Начальник ГУ Генштаба генерал-лейтенант И. Д. Сергун слева — в кителе образца 2008—2009 г.

## 2012 —н.в.

### Общие изменения и усовершенствования по сравнению с формой образца 2008—2010 гг.
В ноябре 2012 года Министром обороны Российской Федерации был назначен С. К. Шойгу, долгое время возглавлявший другое «силовое» ведомство — МЧС России. Несмотря на то, что базовые нормативные документы о форме одежды и правилах её ношения остались в силе, новое руководство сразу же инициировало целый ряд существенных и несущественных изменений:
- изменён рисунок погон генералов армии, который, фактически, стал копией советского образца, введённого в середине 1970-х гг. и изменённого в начале 1980-х г.;
- установлена новая полевая форма — фактически, несколько обновлённая уже существующая, но теперь с погонами не на груди и левом рукаве, а вновь на надплечьях;
- введены нарукавные нашивки на камуфляжные рубашки и куртки, аналогичные нарукавным нашивкам на кители (цветные на повседневную форму и приглушённые на полевую форму), а также пластизолевый триколор полукруглой формы и жёлтом обрамлении в верхней части рукава (аналогичный существующему знаку в МЧС России)[12]; изменён способ крепления нашивок — теперь к полевой и офисной форме они стали крепиться на «липучке»;
- введены нашивки новой конструкции на камуфляжные куртки и рубашки над передними карманами — справа «Вооружённые Силы России», слева фамилия и инициалы военнослужащего (цветные на повседневную форму и приглушённые на полевую форму);
- отменён армейский ремень с латунной бляхой;
- предписано ношение наградных знаков и планок на верхней летней рубашке офицеров и генералов;
- установлены погоны особого рисунка для сотрудников Минобороны России, не имеющих воинских званий, по классным чинам; для сотрудников без воинских званий установлен белый приборный металл и белое (серебряное) шитьё вместо жёлтого (золотого);
- изменена конструкция кителей высшего командного состава (на шести пуговицах, а не на четырёх);
- возвращена геральдическая эмблема на парадные фуражки генералов.

#### Прочие изменения
- Приказом Министра обороны Российской Федерации № 300 от 22.06.2015 «Об утверждении Правил ношения военной формы одежды, знаков различия, ведомственных знаков отличия и иных геральдических знаков в Вооружённых Силах Российской федерации и Порядка смешения предметов существующей и новой военной формы одежды в Вооружённых силах Российской Федерации» утверждены новые Правила ношения военной формы.
- С 01.08.2015 военнослужащими ВКС на тулье носится так называемый «знак различия авиационного персонала» (аналогичный тому, который носился на тульях офицеров в ВВС СССР) в виде крыльев и звезды, опирающейся на них. До этого военнослужащие ВВКО носили на тулье геральдическую эмблему своего рода войск (приказ Министра обороны Российской Федерации № 1500 от 2011 года).
- Указом Президента Российской Федерации от 20.09.2016 № 485 для офицеров и мичманов ВМФ были введены белые закрытые кители взамен белых летних тужурок.
- В зимнем варианте формы вместо кителя можно надевать свитер синего (ВКС, ВДВ) или защитного (камуфляж) цвета, с погончиками и знаками различия на муфтах. Тип А — V-образный ворот (базовые цвета); тип Б — полуворот водолазки (камуфляж).

### Изменения в полевой форме

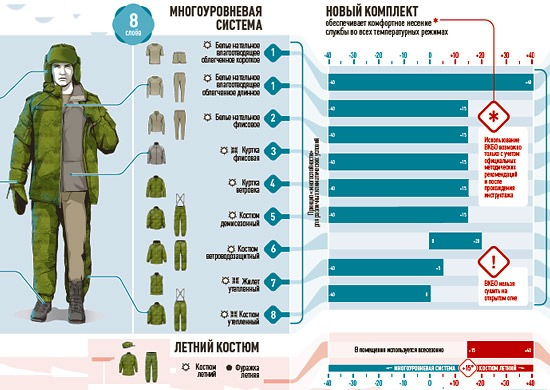
Всесезонный комплект базового обмундирования (ВКБО) военнослужащего Вооружённых сил России (2013)

4-цветная «цифра» ВКБО, 2014 г.

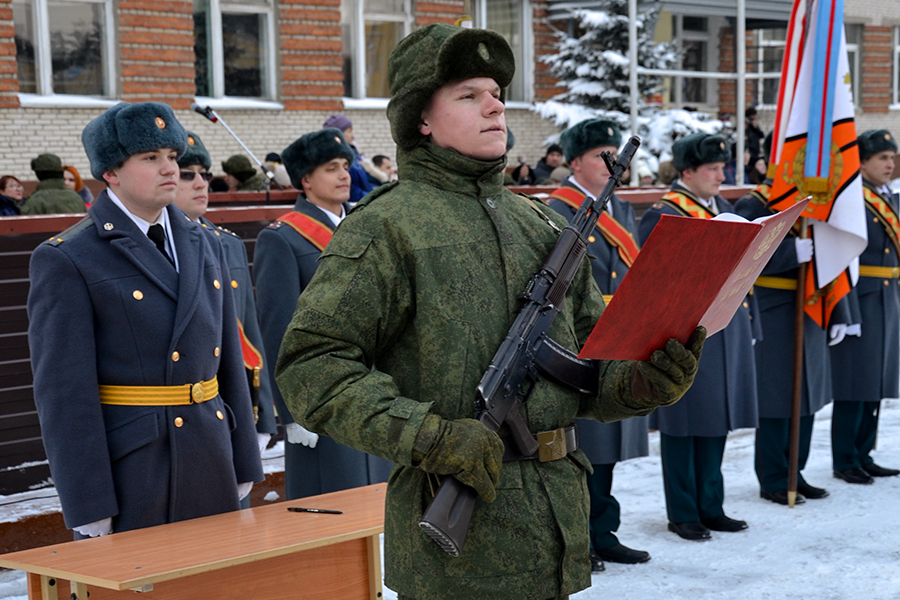
У присягающего военнослужащего, несмотря на полевую форму нового образца, поясной ремень и бляха советского образца, а не матерчатый с пластмассовой застёжкой из комплекта ВКБО, 2015 год

В полевой форме новизна свелась, в основном, к следующему. По словам представителя Минобороны России, новый комплект обычной полевой формы военнослужащих включает в себя 19 предметов одежды, стоимость одного такого комплекта на сегодняшний день составляет порядка 35 000 рублей, при этом бойцам спецподразделений полагается расширенный комплект экипировки.
В комплект новой полевой одежды для солдата и офицера входят следующие предметы:
- костюм;
- различные виды курток, отличающихся по сезонности;
- жилет;
- шапка и берет;
- ботинки для различных сезонов (3 вида);
- перчатки и рукавицы;
- балаклава.

Новая униформа основывается на принципе многослойности. Военнослужащие могут самостоятельно комбинировать предметы формы в зависимости от поставленных перед ними задач и погодных условий. Новый комплект полевой формы одинаков как для солдат, так и для офицеров. Новая форма состоит из нескольких видов курток, жилета, берета, шапки, ботинок 3 видов (летние, зимние и демисезонные), рукавиц, перчаток. Впервые в состав экипировки военнослужащих включена балаклава. Новая форма изготавливается из смесовой ткани, на 65 % состоящей из хлопка и на 35 % — из полимерных материалов.
Униформа предусматривает 2 разных комплекта для ношения в условиях температуры воздуха выше +15 °C и от +15 до −40 °C. В первом комплекте нательное бельё — это футболка с коротким рукавом и трусы-боксёры. Надевается бельё непосредственно на тело и обладает требуемыми для комфорта военнослужащих характеристиками:
- быстро впитывает влагу и высыхает;
- обеспечивает необходимый воздухообмен.

Для холодной погоды предусмотрены 2 комплекта нательного белья: облегчённое и флисовое. Каждый из них может надеваться непосредственно на тело или флисовое поверх облегчённого (в сильные морозы). Облегчённое бельё отличается от базового летнего комплекта удлинённым рукавом и длинными кальсонами. У флисового изнаночная поверхность ворсистая, предусмотрен утепляющий слой.
Для летних условий полевой костюм состоит из лёгкой куртки, брюк, берета (кепи) и летних ботинок. Для пошива одежды используется механический стрейч, дополнительно обработанный водоотталкивающим составом. В местах, на которые оказывается наибольшая нагрузка, костюм усилен. Правила ношения военной формы позволяют в прохладную погоду воспользоваться флисовой курткой с густым ворсом с двух сторон. В куртке есть слой теплоизоляции. Саму куртку можно свернуть в минимальный объём. Для защиты от ветра предусмотрена куртка-ветровка.
Для холодных погодных условий основной костюм — демисезонный. Он хорошо защищает от ветра. Материал, из которого пошит костюм, обладает высокой паропроницаемостью и быстро высыхает. Для особых полевых условий военнослужащие смогут воспользоваться ветроводозащитным костюмом, который даже в ливень обеспечит защиту от влаги. Это достигается за счёт особой мембраны, которая «дышит», но не пропускает ветер и воду. Швы костюма проклеены для большей надёжности.
Для холодной погоды в экипировке предусмотрен и утеплённый жилет. Эти элементы — костюм и жилет — компактные и лёгкие. Пошиты из ветро- и влагонепроницаемых тканей. Дополнительно в холодую погоду можно надеть балаклаву, которую можно носить как шапку, и утеплённую шапку для очень холодной погоды.

#### Форма для жаркого климата

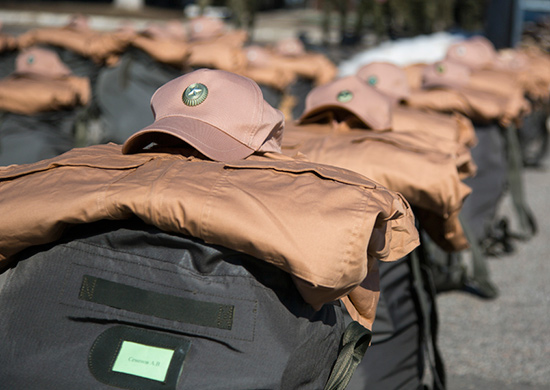
Первоначальная однотонная бежевая расцветка полевой формы для театра военных действий в условиях жаркого климата

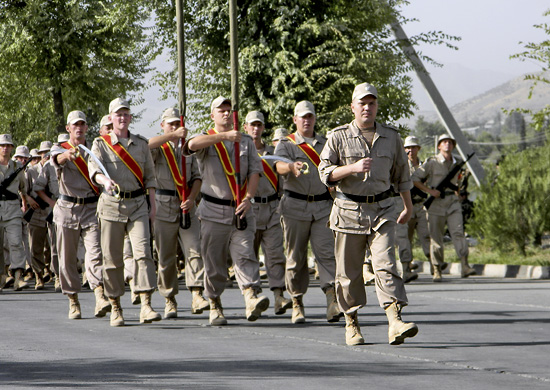
Военнослужащие 201-й ВБ в бежевой полевой форме, 2011 г.

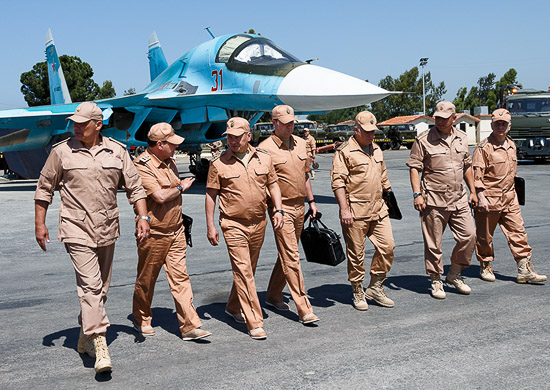
Группа офицеров ВС РФ на авиабазе в Сирии, 2016 г., у двоих форма слегка выцветшая

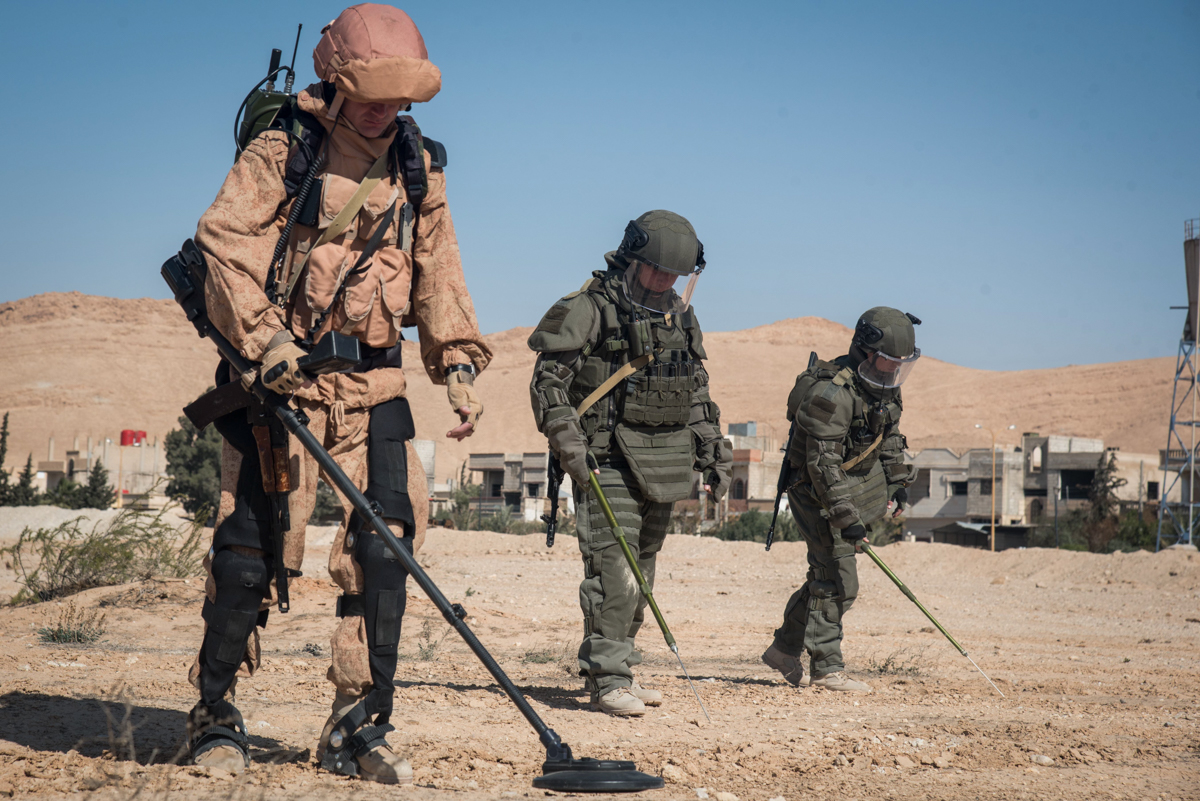
Размнирование в Сирии, слева бежевая форма с пиксельным рисунком, 2017 г.

Участие подразделений Вооружённых сил РФ в военной операции в Сирии с осени 2015 г. поставило вопрос о форме, учитывающей специфику указанного региона, хотя основа её разрабатывалась ещё в 2008—2009 гг., а отдельные элементы использовались военнослужащими на российских военных базах в южных регионах (Абхазии, Южной Осетии, Армении, Таджикистане). Данная форма (т. н. «бежевка») использовалась, в частности, на 201-й военной базе РФ (Таджикистан).
Основным цветом новой формы стал светло-коричневый (песчаный) тёплого оттенка, напоминающий рабочую повседневную форму офицеров и генералов ВС США. Описание формы, как и её иллюстрации, на официальном сайте Минобороны отсутствуют (на июль 2016 года).
Первый вид формы представляет собой рубашку с коротким рукавом, отложным воротником, нагрудными карманами с клапанами и застёжкой на молнию, с пристяжными погонами, брюки, ботинки базового цвета. Головной убор — мягкое кепи с жёстким козырьком («бейсболка») с полевой кокардой. Общий покрой формы аналогичен покрою офисной формы. Под рубашкой — футболка базового цвета. Вместо брюк допускается ношение шорт. Размещение знаков различия и различных ведомственных эмблем аналогично офисной форме. Все знаки и эмблемы — приглушённые или в тон основного цвета. Наградные планки на одежде не носятся (хотя Герои России на практике часто носят Золотую Звезду без других наград или планок).
Второй вид формы представляет собой удлинённую куртку на молнии (или — шести пуговицах, верхние пуговицы, как правило (по погоде), не застёгиваются), с пристяжными погонами на погончиках, накладными нагрудными и боковыми карманами (допускается ношение куртки с засученными рукавами) и брюками в ботинки-берцы. Под курткой — футболка базового цвета. Куртка может носиться как с ремнём, так и без него. Общий покрой напоминает «афганку» образца 1988 г. Эта форма изготавливается из ткани более светлого оттенка. Все элементы формы — единого цвета.
В качестве головного убора может использоваться пилотка установленного образца в цвет основного обмундирования, без кантов, с приглушённой кокардой, а также панама, напоминающая образец 1969—1988 гг., но с меньшими полями и колпаком иной конструкции.

#### Форма для арктического климата

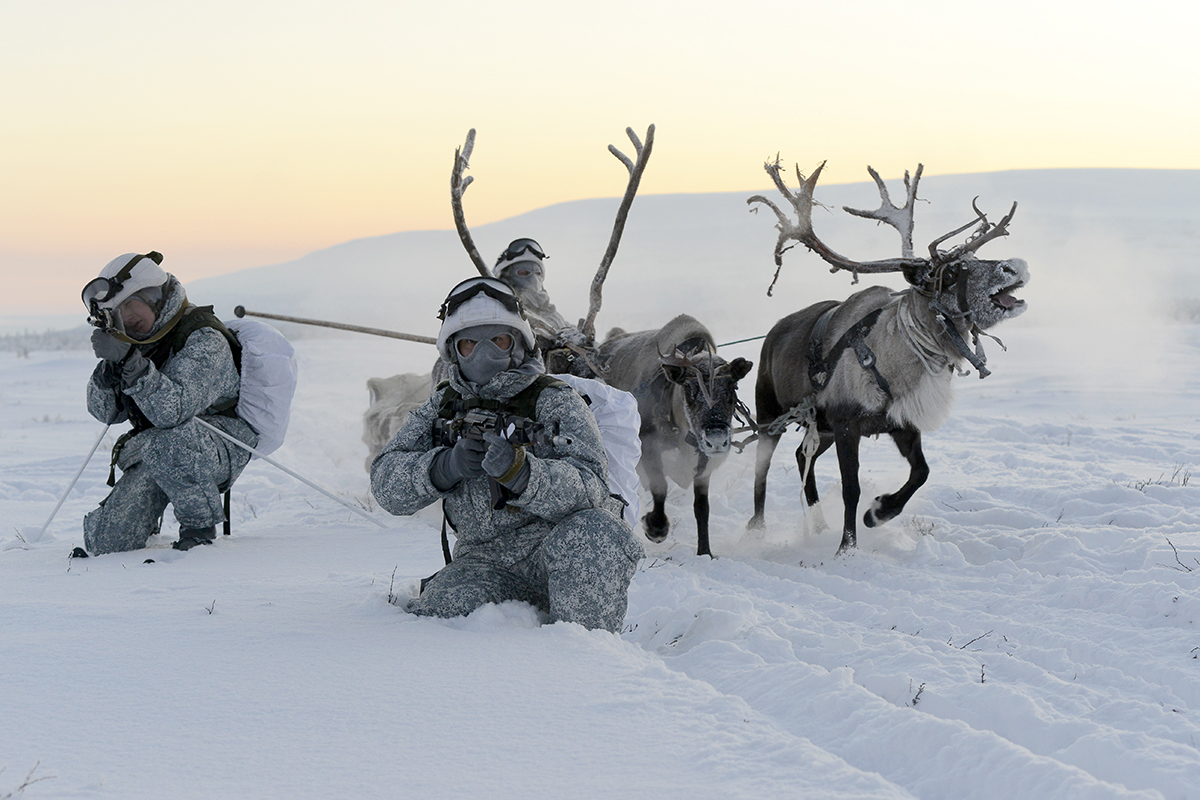
Военнослужащие 80-й омсбр в зимней полевой форме в расцветке для арктического климата

### Офисная форма

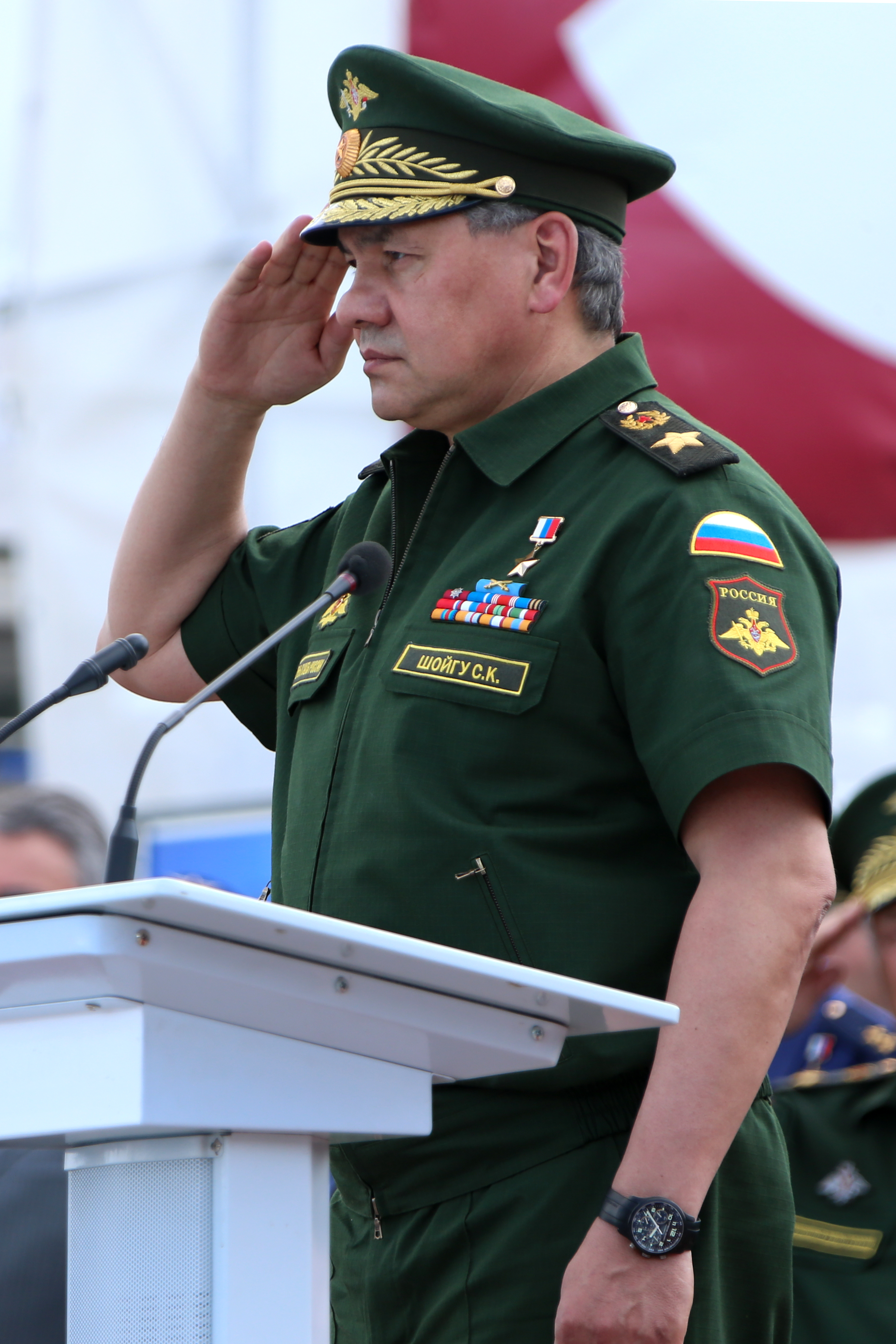
(Бывший) Министр обороны С. К. Шойгу в офисной форме для жаркой погоды. Позже будут добавлены золотые листья на воротник и изменится (в 2015 г.) вид нарукавных знаков

Введена повседневная офисная форма для офицеров и генералов (как вариант повседневной формы), а также сотрудников Министерства обороны, имеющих классный чин, внешним видом напоминающая форму сотрудников МЧС России. Униформа офицеров Вооружённых сил Российской Федерации отличается жёлтым (золотым) прибором, униформа чиновников, имеющих классный чин — белым (серебряным).
Форма включает:
а) мягкую фуражку зелёного (синего в ВВС, ВКС и чёрного в ВМФ) цвета, темнее и ярче обычной повседневной расцветки обмундирования, без кантов, околыш в тон тульи, чёрный лакированный козырёк, ремешок жёлтого плетёного трунцала; на околыше — кокарда установленного образца, для генералов — с шитьём на околыше и козырьке как на парадной и повседневной фуражках; на тулье в ВВС, ВДВ, ВКС — лётная эмблема; для военнослужащих ВДВ оставлен берет голубого цвета; для военнослужащих-контрактников — фуражка с лакированным ремешком, для военнослужащих срочной службы — кепи;
б) рубашку плотной ткани с отложным воротником, с длинным или коротким (при температуре выше +25°C) рукавом (в цвет фуражки), нагрудными карманами с клапанами, боковыми карманами на скрытой застёжке-молнии, общая застёжка — на молнии, с пристяжными погонами; носится с открытым воротником, без галстука, поверх брюк; на рукавах установленные знаки принадлежности, как на кителе, и пластизолевый триколор полукруглой формы и жёлтом обрамлении в верхней части рукава (аналогичный такому же знаку в МЧС России), на груди — знак справа: жёлтый прямоугольный контур, внутри надпись: «Вооружённые Силы России», знак слева — такой же прямоугольник с фамилией и инициалами военнослужащего; на рубашке носятся наградные планки, знаки высших учебных заведений и т. д. — как на кителе;
в) футболку белого (светло-зелёного, в ВВС — голубого) цвета для ношения под рубашкой (в ВДВ и ВМФ — тельняшки с полосками голубого и чёрного цвета, соответственно);
г) брюки прямого покроя в цвет рубашки и фуражки, без лампасов и кантов.
Для ношения в холодное время года предусмотрена куртка базового цвета с пристёгивающимся капюшоном с меховым подбоем, с пристяжными погонами и нарукавными знаками, аналогичными рубашечным, разрешено ношение шапки-ушанки вместо фуражки. Погоны на куртке — жёсткие галунные вискозные с просветами, на контрпогончиках, либо муфты. На погонах размещаются золотистые металлические звёздочки в соответствии с воинским званием и эмблемы рода войск.
В приказе специально оговорено, что офисная форма не может быть использована в качестве полевой.
В 2013—2014 гг. в офисную форму был внесён ряд изменений, касающихся, прежде всего, высшего комсостава:
- введено шитьё на околыш и козырёк фуражки, как на парадной форме, но без сутажного бортика по краю козырька;
- установлено ношение геральдической эмблемы на тулье (кроме ВВС-ВКС), малых золотых листьев на концах воротника;
- для Министра обороны Российской Федерации справа — знак Министра обороны Российской Федерации на основе геральдического знака.

С 2016 г. установлен аналог (из более простых материалов, с более простой конструкцией) офисной формы — для солдат и сержантов.
Согласно Приказу министра обороны Российской Федерации от 22.06.2015 № 300, данная форма используется и в качестве летней парадной (в том числе для офицеров).

#### Форма сотрудников центров управления обороной
В 2014 г. для военнослужащих Национального центра управления обороной Российской Федерации установлен особый вид офисной формы в дополнение к уже существующей — рубашка-поло с короткими или длинными рукавами светло-зелёного или голубого (для ВВС, ВДВ, ВКС) цвета, с бело-сине-красной полосой по краю воротника; с вышитой эмблемой НЦУО (справа) и надписью золотой канителью «Национальный центр» (слева); на плечах — погончики с муфтами, на последних размещаются золотистые металлические звёздочки в соответствии с воинским званием. Нарукавные знаки — как на общей офисной форме.
Офицеры Центрального регионального центра управления обороной Российской Федерации в Екатеринбурге и территориальных центров в Самаре и Новосибирске также получили особую военную форму одежды нового образца.

### Форма одежды военной полиции
В марте 2015 г. был утверждён Устав Военной полиции Вооружённых сил Российской Федерации. Военнослужащим Военной полиции установлена военная форма одежды общевойскового образца Вооружённых сил Российской Федерации, вне зависимости от категорий (кроме ВМФ).
Знаками особого отличия военнослужащих Военной полиции России являются берет красного цвета и чёрный наплечный знак с надписью «ВОЕННАЯ ПОЛИЦИЯ» и аббревиатурой «ВП». Над надписью размещается сверху вниз Государственный герб РФ прямоугольной формы и эмблема Регионального управления ВП.

## Дополнения

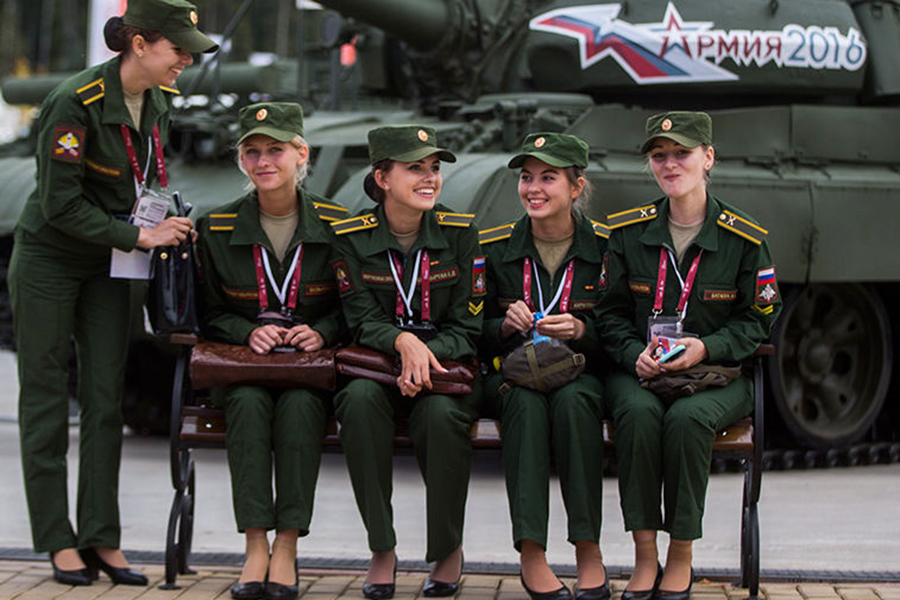
Женщины-военнослужащие в повседневной (офисной) форме, 2016 год

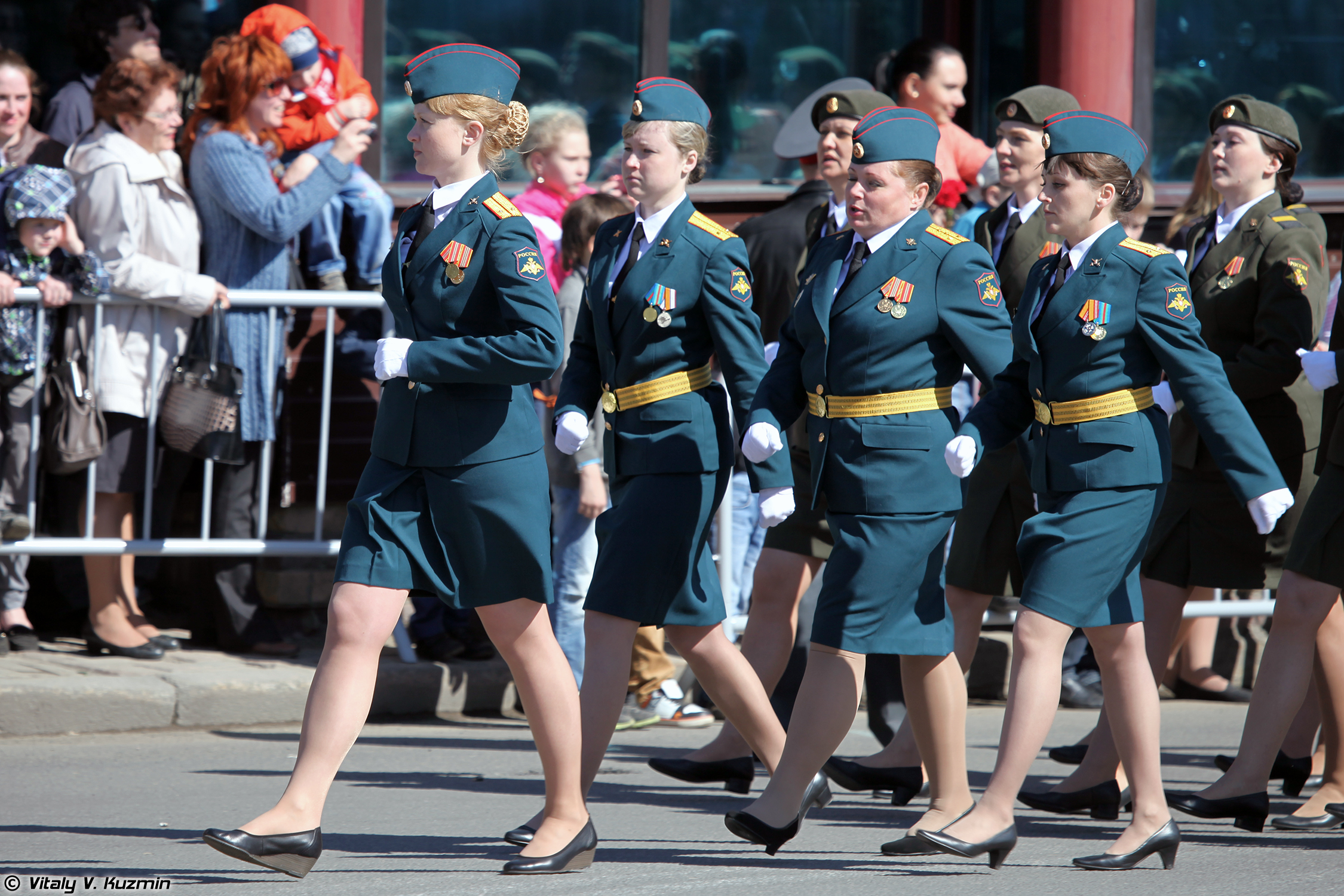
Сводная рота женщин-военнослужащих на параде в Нижнем Новгороде, 2014 год

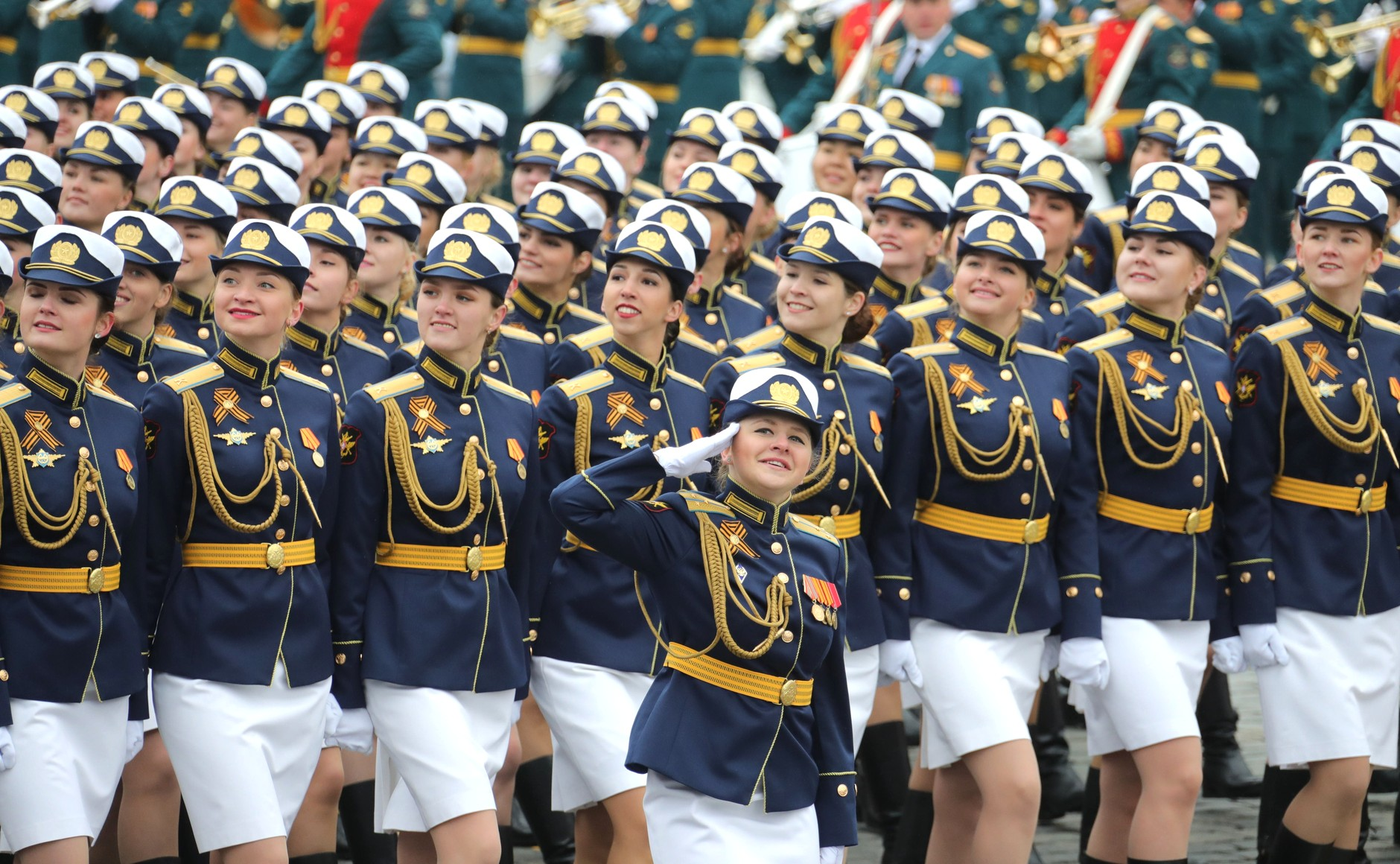
Военный парад на Красной площади 9 мая 2017 года Парадный расчёт Военного института материального обеспечения (филиал Военной академии МТО)

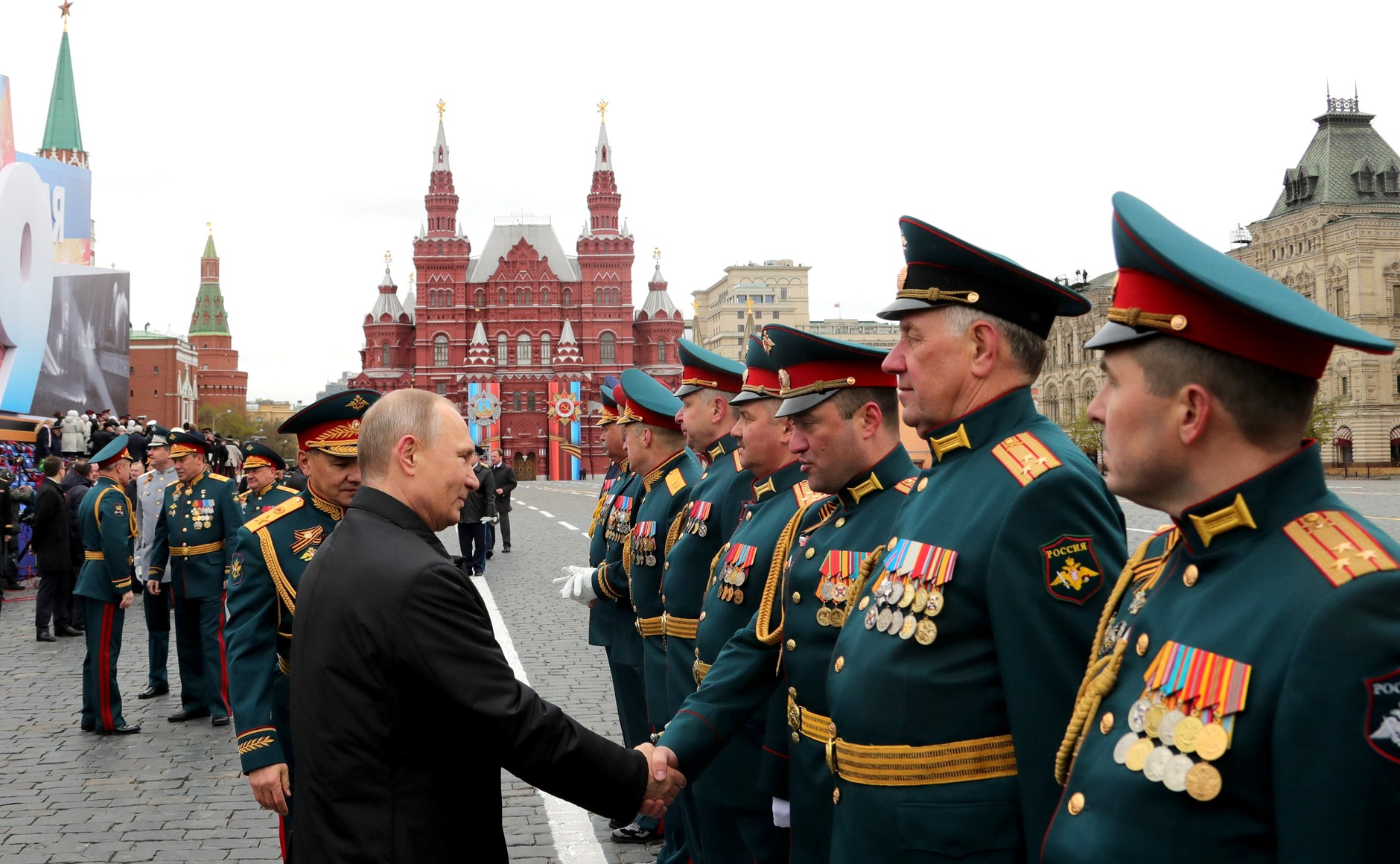
Парадная форма одежды. На параде Победы на Красной площади 9 мая 2017 года

Переоснащение армии новой формой во всех её видах завершено к концу 2015 года. Основной площадкой для демонстрации новинок и нововведений в обмундировании по-прежнему остаётся Военный парад 9 мая на Красной площади (г. Москва).
- В 2015 г. изменена конструкция нарукавных знаков на полевую и офисную (рубашки и куртки) форму — в частности, триколор принял прямоугольную форму и составил единое целое с эмблемой на щите, щит также приобрёл классическую «французскую» форму (окантовка щита по прибору, поле — по базе); в нижней части щита (под триколором) размещается установленная эмблема рода войск или службы.
- Установлены знаки за сверхсрочную службу — нарукавные угольники, аналогичные знакам обр. 1988 г.
- С 2016 г. на камуфлированной форме одежды металлические знаки родов войск на воротнике куртки и рубашки заменены вышитыми жёлтым или серо-зелёным (в «приглушённом варианте» для полевой формы) шёлком — того же рисунка на прямоугольной основе с красной (в «приглушённом варианте» — серо-зелёной) окантовкой. Металлическую кокарду на полевых кепи также заменяет вышитая (серый и зелёный шёлк) или штампованная из ПВХ. В 2017 г. к полевой кокарде добавлена эмблема из лавровых листьев.
- В 2016 году в параде 9 мая на Красной площади в Москве впервые принял участие сводный расчёт женщин — военнослужащих Сухопутных войск (Военный университет Минобороны России, ВА МТО Минобороны России) в специальной форме белого цвета и мини-юбках. Китель — общего покроя, с застёжкой на «женскую» сторону. Головой убор — кепи (по образцу кепи военнослужащих ВМФ США). «Их юбки — заметно выше колен — заметно отличаются от женской военной униформы, принятой в западных армиях, в том числе в вооружённых силах Великобритании и США», — отметил корреспондент британской «Daily Mirror».[15]. В дальнейшем использовалась отдельными военными вузами в качестве парадной формы, в которую были одеты женщины-курсанты перед выпуском.
  - В 2017 году в параде 9 мая на Красной площади в Москве помимо указанных подразделений участвовали женщины-военнослужащиe ВВС-ВКС (Военно-воздушной академии им. Ю. А. Гагарина и проф. Н. Е. Жуковского и Военно-космической академии им. А. Ф. Можайского) — в закрытых кителях синего цвета общего покроя, с застёжкой на «женскую» сторону, с сутажным кантом по воротнику и обшлагам, с тремя пуговицами на обшлагах; юбки — белого цвета; сапоги, кепи — общего образца; погоны — ВКС, шестиугольные, парадные, нашивные, с эмблемами рода войск.
- Звёздочки на погонах офицеров и прапорщиков вновь установлены с зернёными (как в ВС СССР), а не прямыми лучами.
- Для старших и высших офицеров к зимней офисной форме установлены меховые шапки-кепи с лакированным козырьком, аналогичные по конструкции меховым кепи, используемым высшим командным составом ВМФ СССР и РФ , но не из чёрной, а из серой мерлушки.
- 9 мая 2017 г. на Параде на Красной площади в Москве генералы и офицеры парадных расчётов и высшего руководства Минобороны России были облачены в новую парадную и парадно-выходную форму[16]. Главная её особенность — закрытый однобортный мундир цвета «морской волны» (для чиновников Министерства обороны, имеющих высшие классные чины — серого (с серебряным прибором); для парадной формы генералов и офицеров ВКС — синего), на шести золочёных гербовых пуговицах, с кантами по борту, воротнику и обшлагам. Воротник стоячий, с шитьём приборного металла, аналогичное шитьё — по обшлагам (воротник без подворотничка, ношение сорочки под мундиром также не предусмотрено). Общий покрой кителя (рукава, спинка и т. д.) сохранён. Погоны — парадные, шестиугольные, пришивные, золотого или серебряного (для госслужащих, имеющих классный чин) прибора, просветы и канты — по роду войск. Для офицеров погоны — с эмблемами рода войск. Фуражки, брюки («морской волны» или синие, с лампасами и кантами), ботинки, снаряжение, нарукавные знаки, аксельбанты, войсковые расцветки — без изменений. Офицерам возвращена кокарда с эмблемой в виде венка из лавровых листьев (кокарда с эмблемой обр. 1994 г.), а также геральдическая эмблема на тульи парадных фуражек. Позднее для офицеров ВКС вместо геральдической эмблемы ВКС на тульи вернулись «крылышки», аналогичные тем. которые носили офицеры ВВС и ВДВ СССР.
  - Для генералов — на воротнике кителя золотое шитьё в виде лавровых листьев (как на открытых кителях), вдоль воротника — двойной золотой сутажный кант, на обшлага — канты и шитьё установленного образца. Парадно-выходной мундир — серого цвета аналогичного покроя и шитья, но без сутажных кантов на воротнике и обшлагах.
  - Для офицеров — на воротнике кителя золотое шитьё в виде гвардейских петлиц (двойных катушек, так называемые «туры»).
- На параде 9 мая 2019 года парадные расчёты Военных учебных заведений были в сапогах, а не ботинках.
- 9 августа 2020 года президент РФ В. Путин отменил своим указом ношение каракулевых шапок полковниками и генералами Вооружённых сил России. Каракулевые шапки для командного состава в армии и на флоте заменены на «меховые шапки с козырьком для полковников и меховые шапки с шитьём 5-процентного золочения для высших офицеров». Каракуль заменит более дешёвый «бобрик» (мех группы пород кроликов «Rex rabbit[англ.]»[17]). Генералам ФСБ и МЧС России разрешили оставить каракулевые папахи. Каракуль оставили и для высшего командного состава ФСО и Росгвардии. Высшим офицерам Российской армии разрешено носить старые (каракулевые) головные уборы вне строя[18][19][20].
- С 2021 г. к парадной форме офицеров и генералов сухопутных войск и ВКС установлены кортики.